# نژادپرستی زیست‌محیطی

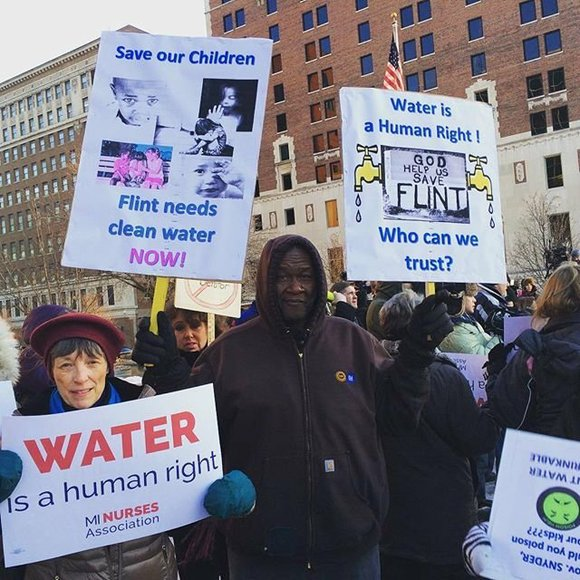
اعتراض مردم به بحران آب در فلینت، میشیگان، که به‌طور نامتناسبی بر افراد رنگین‌پوست و جوامع کم درآمد تأثیر می‌گذارد.

نژادپرستی زیست‌محیطی مفهومی در جنبش عدالت زیست‌محیطی است که در طول دهه‌های ۱۹۷۰ و ۱۹۸۰ در ایالات متحده و خارج از آن توسعه یافت. این اصطلاح برای توصیف بی‌عدالتی زیست‌محیطی که در یک بافت نژادی هم در عمل و هم در سیاست رخ می‌دهد، استفاده می‌شود. در زمینه ایالات متحده، نژادپرستی محیطی اغلب بر نابرابری بین مناطق شهری و برون شهری پس از پرواز سفیدپوستان تأکید می‌کند. در سطح بین‌المللی، نژادپرستی زیست‌محیطی می‌تواند به اثرات تجارت جهانی زباله، مانند تأثیر صادرات زباله‌های الکترونیکی به چین که منفی است از کشورهای توسعه‌یافته و همچنین آسیب‌پذیری خاص گروه‌های بومی در برابر آلودگی محیط‌زیست اشاره کرد.

## زمینه

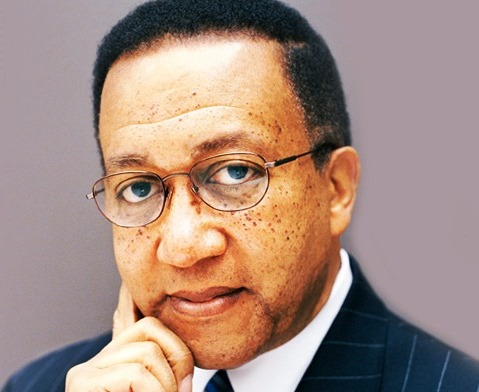
بنجامین اف. چاویس جونیور، مردی که عبارت «نژادپرستی محیطی» را ابداع کرد.

«نژادپرستی محیطی» اصطلاحی است که در سال ۱۹۸۲ توسط بنجامین چاویس، مدیر اجرایی قبلی کمیسیون عدالت نژادی کلیسای متحد مسیح (UCC) ابداع شد. سخنرانی چاویس در مورد زباله‌های خطرناک بی فنیل پلی کلره در محل دفن زباله PCB کانتی وارن، کارولینای شمالی پرداخت. چاویس این اصطلاح را چنین تعریف کرد:
تبعیض نژادی در سیاست‌گذاری زیست‌محیطی، اجرای مقررات و قوانین، هدف قرار دادن عمدی جوامع رنگین‌پوست برای تأسیسات زباله‌های سمی، تأیید رسمی حضور تهدید کننده زندگی سموم و آلاینده‌ها در جوامع ما، و سابقه محرومیت از مردم رنگ از رهبری جنبش‌های بوم‌شناسی است.
جنبش عدالت محیطی تقریباً همزمان با جنبش حقوق مدنی آغاز شد. جنبش حقوق مدنی با بازتاب توانمندسازی و نگرانی مرتبط با کنش سیاسی بر بسیج مردمی که نگران محله‌ها و سلامت خود بودند، تأثیر گذاشت. در اینجا دستور کار حقوق شهروندی و محیط زیست با یکدیگر هماهنگ شدند. به رسمیت شناختن نژادپرستی زیست‌محیطی یک کاتالیزور اصلی جنبش اجتماعی عدالت زیست‌محیطی است که در دهه‌های ۱۹۷۰ و ۱۹۸۰ آغاز شد. در حالی که نژادپرستی زیست‌محیطی به‌طور تاریخی با جنبش عدالت زیست‌محیطی گره خورده‌است، در طول سال‌ها این اصطلاح به‌طور فزاینده‌ای از هم جدا شده‌است. در پاسخ به موارد نژادپرستی زیست‌محیطی، سازمان‌ها و کمپین‌های مردمی توجه بیشتری را به نژادپرستی زیست‌محیطی در سیاست‌گذاری معطوف کرده‌اند و بر اهمیت داشتن نظرات اقلیت‌ها در سیاست‌گذاری تأکید می‌کنند.
دکتر بولارد با بسط این تعریف در «میراث آپارتاید آمریکایی و نژادپرستی محیطی» گفت که نژادپرستی محیطی: به هر روی خط مشی یا دستورالعملی اشاره دارد بر افراد، گروه‌ها یا جوامع بر اساس نژاد یا رنگ پوست تأثیر به‌طور متفاوت می‌گذارد یا ضرر می‌رساند (خواه ناخواسته یا مورد نظر). عدالت زیست‌محیطی با موانعی که مانع از دسترسی برابر به کار می‌شود مبارزه می‌کند، تفریح، آموزش، مذهب و محله‌های امن از جملهٔ این موارد هستند. جوآن مارتینز آلیر در «محیط‌زیست‌گرایی معمولی» می‌نویسد که عدالت زیست‌محیطی «به این نکته اشاره می‌کند که رشد اقتصادی متأسفانه به معنای افزایش تأثیرات زیست‌محیطی است و بر جابجایی جغرافیایی منابع و فرورفتگی‌ها تأکید می‌کند».

## علت‌ها
چهار عامل: فقدان زمین مقرون به صرفه، فقدان قدرت سیاسی، عدم تحرک و فقر منجر به نژادپرستی محیطی می‌شود. شرکت‌ها و ارگان‌های دولتی به دنبال زمین ارزان هستند. در نتیجه، جوامعی که نمی‌توانند به‌طور مؤثر در برابر این شرکت‌ها و نهادهای دولتی مقاومت کنند و نمی‌توانند به قدرت سیاسی دسترسی داشته باشند، نمی‌توانند صرفاً در مورد هزینه‌ها مذاکره کنند. جوامعی که تحرک اجتماعی-اقتصادی آنها به حداقل رسیده‌است نمی‌توانند جابه‌جا شوند. فقدان کمک‌های مالی همچنین توانایی جوامع را برای اقدام فیزیکی و سیاسی کاهش می‌دهد. چاویس نژادپرستی زیست‌محیطی را شامل: تبعیض نژادی در تعریف سیاست‌های زیست‌محیطی، اجرای تبعیض آمیز مقررات و قوانین، هدف قرار دادن عمدی جوامع اقلیت به عنوان مکان‌های تخلیه زباله‌های خطرناک، تحریم رسمی آلاینده‌های خطرناک در جوامع اقلیت، و محرومیت رنگین پوستان از این مکان‌ها می‌داند. که شامل موقعیت‌های رهبری محیط زیست است.
جوامع اقلیت اغلب دارای امکانات مالی، منابع و نمایندگی سیاسی برای مخالفت با سایت‌های زباله‌های خطرناک نیستند. این امکانات که به عنوان کاربری‌های ناخواسته محلی (LULUs) شناخته می‌شوند، اغلب کیفیت زندگی جوامع اقلیت را کاهش می‌دهند. این محله‌ها همچنین ممکن است به فرصت‌های اقتصادی که سایت به ارمغان می‌آورد بستگی داشته باشند و تمایلی به مخالفت با موقعیت آن در خطر سلامتی خود ندارند. علاوه بر این، پروژه‌های بحث‌برانگیز کمتر در مناطق غیر اقلیت قرار می‌گیرند که انتظار می‌رود اقدامات جمعی را دنبال کنند و در مخالفت با مکان‌یابی پروژه‌ها در منطقه خود موفق شوند.
فرآیندهایی مانند حاشیه نشینی، اصیل سازی، و تمرکززدایی منجر به الگوهای نژادپرستی محیطی می‌شود. برای مثال، فرایند حومه‌سازی (یا پرواز سفید) شامل ترک مناطق صنعتی غیر اقلیت‌ها به منظور مناطق حومه‌ای امن‌تر، تمیزتر و ارزان‌تر است. در همین حال، جوامع اقلیت در داخل شهرها و در مجاورت مناطق صنعتی آلوده باقی مانده‌اند. در این مناطق، بیکاری بالا است و کسب و کارها کمتر برای بهبود منطقه سرمایه‌گذاری می‌کنند، شرایط اقتصادی بدی را برای ساکنان ایجاد می‌کند و تشکیلات اجتماعی را تقویت می‌کند که نابرابری نژادی را بازتولید می‌کند. علاوه بر این، فقر مالکان و ساکنان یک شهرداری ممکن است توسط توسعه‌دهندگان تأسیسات زباله‌های خطرناک در نظر گرفته شود، زیرا مناطقی با ارزش پایین املاک و مستغلات هزینه‌ها را کاهش می‌دهند. نژادپرستی زیست‌محیطی عوامل بسیاری دارد که به تبعیض آن کمک می‌کند. اقدام سبز به «هنجارها و ارزش‌های فرهنگی، قوانین، مقررات، رفتارها، سیاست‌ها و تصمیمات» اشاره می‌کند که از مفهوم پایداری و نژادپرستی زیست‌محیطی حمایت می‌کند.

## آلودگی
بخش جنوب شرقی ایالات متحده حجم زیادی از آلودگی را تجربه کرده‌است و جمعیت‌های عمومی تحت تأثیر این تأثیرات قرار گرفته‌اند. موارد زیادی از افرادی وجود دارد که در اثر کارخانه‌های زغال سنگ در مکان‌هایی مانند دیترویت، ممفیس و کانزاس سیتی جان خود را از دست داده‌اند یا به‌طور مزمن بیمار شده‌اند. ساکنان تنسی و ویرجینیای غربی اغلب در معرض تنفس خاکستر سمی به دلیل انفجار در کوه‌ها برای استخراج معادن هستند. خشک‌سالی، سیل، کاهش مداوم زمین و کیفیت هوا، سلامت و ایمنی ساکنان اطراف این مناطق را تعیین می‌کند. جوامع رنگین‌پوست و وضعیت کم درآمد غالباً بار اصلی این مسائل را احساس می‌کنند. جوامع زیادی در سراسر جهان وجود دارند که با مشکلات مشابهی روبرو هستند. به عنوان مثال، کار Desmond D'Sa بر جوامعی در جنوب دوربان متمرکز بود که در آن صنایع با آلودگی بالا بر افرادی که به زور در طول آپارتاید جابجا شده بودند تأثیر می‌گذارد.

## تجزیه و تحلیل هزینه – فایده
تحلیل هزینه-منفعت (CBA) فرآیندی است که برای ارزیابی مسائل، ارزش پولی را برای هزینه‌ها و منافع قائل می‌شود. هدف CBA محیطی ارائه راه‌حل‌های سیاستی برای محصولات نامشهود مانند هوای پاک و آب با اندازه‌گیری تمایل مصرف‌کننده به پرداخت برای این کالاها است. CBA از طریق ارزش گذاری منابع زیست‌محیطی بر اساس سودمندی آنها برای جامعه به نژادپرستی زیست‌محیطی کمک می‌کند. وقتی کسی مایل باشد و بتواند برای آب یا هوای پاک هزینه بیشتری بپردازد، جامعه او از نظر مالی بیشتر از زمانی که مردم نتوانند برای این کالاها بپردازند، به نفع جامعه است. این امر باری را برای جوامع فقیر ایجاد می‌کند. جابجایی زباله‌های سمی موجه است زیرا جوامع فقیر قادر به پرداخت هزینه‌های یک منطقه ثروتمندتر برای یک محیط پاک نیستند. قرار دادن زباله‌های سمی در نزدیکی افراد فقیر ارزش دارایی زمین‌های ارزان قیمت را کاهش می‌دهد. از آنجایی که کاهش ارزش دارایی کمتر از یک منطقه تمیزتر و ثروتمندتر است، با ریختن زباله‌های سمی در یک منطقه «کم ارزش» منافع پولی برای جامعه بیشتر است.

## تأثیرات بر سلامت
نژادپرستی زیست‌محیطی بر سلامت جوامعی که تحت تأثیر محیط‌های ضعیف قرار دارند، تأثیر می‌گذارد. عوامل مختلفی که می‌توانند باعث مشکلات سلامتی شوند عبارتند از قرار گرفتن در معرض سموم شیمیایی خطرناک در محل‌های دفن زباله و رودخانه‌ها. قرار گرفتن در معرض این سموم همچنین می‌تواند رشد مغز را ضعیف یا کند کند. طبق گزارش آژانس حفاظت از محیط زیست (EPA)، جمعیت‌های اقلیت نسبت به سفیدپوستان در معرض خطرات سلامت محیطی بیشتری قرار دارند. همان‌طور که توسط گرین‌لاینینگ، یک سازمان مدافع مستقر در اوکلند، کالیفرنیا، بیان شد: «مرکز ملی ارزیابی زیست‌محیطی EPA دریافت که وقتی صحبت از آلاینده‌های هوا می‌شود که به مسائلی مانند بیماری‌های قلبی و ریوی کمک می‌کنند، سیاه‌پوستان ۱٫۵ برابر در معرض خطر قرار می‌گیرند. این آلاینده بیشتر از سفیدپوستان است، در حالی که اسپانیایی‌ها حدود ۱٫۲ برابر سفیدپوستان غیر اسپانیایی در معرض آلودگی قرار داشتند. افراد فقیر ۱٫۳ برابر افراد غیر فقیر در معرض قرار گرفتند.» مطالعه ای که شامل ۱۰۸ منطقه شهری بود نشان داد که محله‌هایی با سابقه خط قرمز پنج تا دوازده درجه گرمتر از محله‌های بدون خط قرمز هستند. این افزایش دما ناشی از جزیره گرمایی شهری است، منطقه ای که آب و هوای کمی گرمتر از جزایر اطراف خود دارد. جوامع کم درآمد به دلیل کاهش دسترسی به تهویه مطبوع و همچنین پوشش درختان به شدت در معرض خطر مرگ و میر ناشی از گرما هستند. «دما در یک روز سوزان تابستانی می‌تواند تا ۲۰ درجه در نقاط مختلف یک شهر متفاوت باشد و محله‌های فقیرنشین یا اقلیت اغلب این گرما را تحمل می‌کنند.» سازمان حمایت از حیوانات در دفاع از حیوانات ادعا می‌کند که کشاورزی فشرده از طریق آلودگی و بی عدالتی زیست‌محیطی بر سلامت جوامعی که در نزدیکی آنها هستند تأثیر می‌گذارد. آنها بر این باورند که چنین مناطقی دارای تالاب‌هایی از زباله هستند که سولفید هیدروژن تولید می‌کنند، سطوح بالاتری از سقط جنین، نقص‌های مادرزادی و شیوع بیماری ناشی از آلودگی ویروسی و باکتریایی آب آشامیدنی، و مزارع در این مناطق به‌طور نامتناسبی قرار دارند و عمدتاً مناطق کم درآمد را تحت تأثیر قرار می‌دهند. و جوامع رنگی به دلیل موقعیت اجتماعی-اقتصادی و موقعیت بسیاری از این مناطق، مردم آسیب دیده نمی‌توانند به راحتی از این شرایط فرار کنند. این شامل قرار گرفتن در معرض آفت‌کش‌ها در کشاورزی و تخلیه زباله‌های سمی با مدیریت ضعیف به خانه‌ها و جوامع اطراف از کارخانه‌های دفع زباله‌های سمی حیوانات است. کشاورزی فشرده همچنین از طریق سرعت تقاضای بالا، دستمزد کم، نظافت ضعیف در تأسیسات و سایر خطرات سلامتی، برای کارگرانش خطر ایجاد می‌کند. کارگران شاغل در کشاورزی فشرده عمدتاً از گروه‌های اقلیت تشکیل شده‌اند و این امکانات اغلب در نزدیکی جوامع اقلیت قرار دارند. مناطقی که در نزدیکی کارخانه‌های این نوع هستند نیز در معرض آب آشامیدنی آلوده، دودهای سمی، روان‌آب‌های شیمیایی، ذرات آلاینده موجود در هوا و سایر خطرات مضر مختلف هستند که منجر به کاهش کیفیت زندگی و شیوع احتمالی بیماری می‌شود.

## کاهش نژادپرستی محیطی
فعالان خواستار «مفاهیم مشارکتی تر و شهروند محورتر از عدالت» شده‌اند. جنبش عدالت زیست‌محیطی (EJ) و جنبش عدالت آب و هوا (CJ) نژادپرستی زیست‌محیطی را در جلب توجه و اعمال تغییرات به گونه‌ای که جمعیت‌های حاشیه نشین به‌طور نامتناسبی در برابر تغییرات آب و هوا و آلودگی آسیب‌پذیر نباشند، مورد توجه قرار می‌دهند. طبق کنفرانس سازمان ملل متحد در مورد محیط زیست و توسعه، یک راه حل ممکن، اصل احتیاط است که می‌گوید: «در مواردی که تهدیدات آسیب جدی یا غیرقابل برگشت وجود دارد، فقدان اطمینان کامل علمی نباید به عنوان دلیلی برای به تعویق انداختن مقرون به صرفه بودن استفاده شود. اقداماتی برای جلوگیری از تخریب محیط زیست». بر اساس این اصل، آغازگر فعالیت بالقوه خطرناک موظف به نشان دادن ایمنی فعالیت است. فعالان عدالت زیست‌محیطی همچنین بر لزوم کاهش زباله‌ها به‌طور کلی تأکید می‌کنند که می‌تواند بار کلی را کاهش دهد و همچنین انتشار متان را کاهش دهد که به نوبه خود باعث کاهش تغییرات آب و هوایی می‌شود. تمرکز اقلیت‌های قومی یا نژادی نیز ممکن است همبستگی را تقویت کند، علیرغم چالش‌ها از حمایت حمایت کند و تمرکز سرمایه اجتماعی لازم برای فعالیت‌های مردمی را فراهم کند. شهروندانی که از قرار گرفتن در معرض خطرات آلودگی در جوامع خود خسته شده‌اند، با اعتراض سازمان یافته، اقدامات قانونی، راهپیمایی، نافرمانی مدنی و فعالیت‌های دیگر با ساختارهای قدرت مقابله کرده‌اند.
اقلیت‌های نژادی اغلب از سیاست و برنامه‌ریزی شهری (مانند برنامه‌ریزی سازگاری با افزایش سطح دریا) کنار گذاشته می‌شوند، بنابراین دیدگاه‌های مختلف یک موضوع در سیاست‌گذاری که ممکن است در آینده بر این گروه‌های حذف شده تأثیر بگذارد، گنجانده نمی‌شود. به‌طور کلی، مشارکت سیاسی در جوامع آفریقایی آمریکایی با کاهش خطرات سلامتی و مرگ و میر مرتبط است. راهبردهای دیگر در مبارزه با شرکت‌های بزرگ شامل جلسات عمومی، انتخابات حامیان در دفاتر ایالتی و محلی، جلسات با نمایندگان شرکت‌ها و سایر تلاش‌ها برای ایجاد آگاهی عمومی و پاسخگویی است. در پرداختن به این موضوع جهانی، فعالان به پلتفرم‌های مختلف رسانه‌های اجتماعی برای افزایش آگاهی و فراخوان اقدام می‌کنند. بسیج و ارتباط بین جنبش‌های مردمی متقاطع که در آن عدم تعادل نژادی و محیطی به هم می‌رسند، مؤثر بوده‌است. این جنبش با کمک توییتر، فیس بوک، اینستاگرام و اسنپ چت در میان دیگر پلتفرم‌ها مورد توجه قرار گرفت. افراد مشهوری مانند Shailene Woodley که از خط لوله Keystone XL حمایت می‌کرد، تجربیات خود از جمله دستگیری به دلیل اعتراض را به اشتراک گذاشته‌اند. رسانه‌های اجتماعی امکان گفتگوی تسهیل شده بین همسالان و سایر نقاط جهان را در مورد مسائل عدالت اجتماعی نه تنها به صورت آنلاین بلکه در تعاملات رو در رو فراهم کرده‌است.

## مطالعات
مطالعات در جلب توجه انجمن‌ها و توجه عمومی با افشای اقداماتی که باعث آسیب‌پذیری جوامع حاشیه نشین در برابر خطرات بهداشتی محیطی می‌شود، مهم بوده‌است. مدل عدالت زیست‌محیطی/اقتصادی با کنار گذاشتن مدل مرتکب-قربانی مطالعه موضوعات عدالت زیست‌محیطی، از لنز تیزتری برای مطالعه بسیاری از عوامل پیچیده، همراه با نژاد، استفاده کرد که به عمل نژادپرستی و بی عدالتی محیطی کمک می‌کند. برای مثال، لرنر نه تنها نقش نژاد را در تقسیم ساکنان دیاموند و نورکو فاش کرد، بلکه نقش تاریخی شرکت نفت شل، تبار برده ساکنان الماس و تاریخ سفیدپوستان را نیز فاش کرد. کارگران و خانواده‌هایی که به پاداش‌های شل وابسته بودند. مشارکت سازمان‌های بیرونی، مانند باکت بریگاد و صلح سبز، نیز در قدرتی که جامعه الماس در مبارزه برای عدالت زیست‌محیطی داشت، در نظر گرفته شد. در زمان جنگ، نژادپرستی زیست‌محیطی به روش‌هایی رخ می‌دهد که بعدها عموم مردم از طریق گزارش‌ها با آن آشنا می‌شوند. به عنوان مثال، گزارش نکبت محیطی دوستان زمین توجه را به نژادپرستی زیست‌محیطی که در نوار غزه در جریان درگیری اسرائیل و فلسطین رخ داده‌است، جلب می‌کند. برخی از اقدامات اسرائیل شامل قطع سه روزه آب برای پناهجویان فلسطینی و تخریب مزارع است. علاوه بر مطالعاتی که به موارد نژادپرستی زیست‌محیطی اشاره می‌کند، مطالعات همچنین اطلاعاتی را در مورد چگونگی تغییر مقررات و جلوگیری از وقوع نژادپرستی زیست‌محیطی ارائه کرده‌است. در مطالعه‌ای توسط Daum, Stoler و Grant در مورد مدیریت زباله‌های الکترونیکی در آکرا، غنا، اهمیت تعامل با حوزه‌ها و سازمان‌های مختلف مانند شرکت‌های بازیافت، جوامع و تاجران ضایعات فلزی بر استراتژی‌های انطباق مانند ممنوعیت سوزاندن و طرح‌های بازخریدی که تأثیر زیادی بر تغییر رویه‌ها نداشته‌است. مطالعات همچنین نشان داده‌است که از زمانی که قوانین زیست‌محیطی در کشورهای توسعه یافته برجسته شده‌است، شرکت‌ها زباله‌های خود را به سمت جنوب جهانی منتقل کرده‌اند. کشورهای کمتر توسعه‌یافته سیاست‌های زیست‌محیطی کمتری دارند و بنابراین مستعد اعمال تبعیض‌آمیز بیشتری هستند. اگرچه این امر باعث توقف کنشگری نشده‌است، اما تأثیرات کنشگری بر محدودیت‌های سیاسی را محدود کرده‌است. محققین عدالت زیست‌محیطی مانند لورا پولیدو، رئیس گروه مطالعات قومیتی و استاد دانشگاه اورگان، و دیوید پلو، دهلسن و رئیس گروه مطالعات زیست‌محیطی و مدیر پروژه جهانی عدالت زیست‌محیطی در دانشگاه کالیفرنیا، سانتا. باربارا، استدلال می‌کند که به رسمیت شناختن نژادپرستی محیطی به عنوان عنصری که از میراث ریشه دار سرمایه‌داری نژادی ناشی می‌شود، برای جنبش بسیار مهم است، با برتری سفیدپوستان که همچنان به شکل‌دادن به روابط انسان با طبیعت و کار ادامه می‌دهد.

## عدالت رویه ای
ایدئولوژی‌های سیاسی کنونی پیرامون چگونگی درست کردن مسائل نژادپرستی زیست‌محیطی و عدالت زیست‌محیطی در حال تغییر به سمت ایده به‌کارگیری عدالت رویه ای هستند. عدالت رویه ای مفهومی است که استفاده از انصاف را در فرایند تصمیم‌گیری حکم می‌کند، به ویژه زمانی که تصمیمات مذکور در موقعیت‌های دیپلماتیک مانند تخصیص منابع یا حل و فصل اختلافات اتخاذ می‌شود. عدالت رویه‌ای خواستار یک فرایند تصمیم‌گیری منصفانه، شفاف، بی طرفانه با فرصت برابر برای همه طرف‌ها برای بیان مواضع، نظرات و نگرانی‌های خود است. عدالت رویه‌ای به‌جای تمرکز بر نتایج توافق‌ها و تأثیراتی که این نتایج بر جمعیت‌ها و گروه‌های ذی‌نفع دارند، به نظر می‌رسد که همه ذینفعان را در طول فرایند از برنامه‌ریزی تا اجرا درگیر کند. از نظر مبارزه با نژادپرستی زیست‌محیطی، عدالت رویه‌ای به کاهش فرصت‌های بازیگران قدرتمند مانند دولت‌های غالباً فاسد یا نهادهای خصوصی کمک می‌کند تا کل فرایند تصمیم‌گیری را دیکته کنند و بخشی از قدرت را به دست کسانی بازگرداند که مستقیماً تحت تأثیر قرار می‌گیرند. تصمیمات در حال اتخاذ

## فعالیت
کنش گرایی اشکال مختلفی دارد. یک شکل تظاهرات یا اعتراضات جمعی است که می‌تواند در سطوح مختلف از محلی تا بین‌المللی برگزار شود. علاوه بر این، در جاهایی که فعالان احساس می‌کنند راه‌حل‌های دولتی جواب می‌دهند، سازمان‌ها و افراد به‌طور یکسان می‌توانند اقدام سیاسی مستقیم را دنبال کنند. در بسیاری از موارد، فعالان و سازمان‌ها هم در سطح منطقه و هم در سطح بین‌المللی مشارکت می‌کنند تا در تعقیب اهداف خود نفوذ بیشتری داشته باشند. قبل از دهه ۱۹۷۰، جوامع رنگین‌پوست واقعیت نژادپرستی محیطی را به رسمیت شناختند و علیه آن سازماندهی کردند. برای مثال، حزب پلنگ سیاه برنامه‌هایی برای بقا ترتیب داد که با توزیع ناعادلانه زباله در محله‌های عمدتاً سیاه‌پوست مواجه شد. به‌طور مشابه، لردهای جوان، یک سازمان ملی‌گرای انقلابی پورتوریکویی مستقر در شیکاگو و شهر نیویورک، به آلودگی و زباله‌های سمی موجود در جامعه خود از طریق برنامه توهین به زباله اعتراض کردند. این سازمان‌ها و سایر سازمان‌ها نیز برای مقابله با توزیع نابرابر فضاهای باز، رنگ سمی سربی و گزینه‌های غذایی سالم تلاش کردند. آنها همچنین برنامه‌های بهداشتی را برای کسانی که تحت تأثیر بیماری‌های قابل پیشگیری و ناشی از محیط زیست مانند سل قرار داشتند ارائه کردند. به این ترتیب، این سازمان‌ها به عنوان پیشگامی برای جنبش‌های تیزتر علیه نژادپرستی زیست‌محیطی عمل می‌کنند.
کارگران مزرعه لاتین تبار متشکل از سزار چاوز برای حقوق محیط کار، از جمله بیمه از آفت کش‌های مضر در مزارع مزارع دره سن خواکین کالیفرنیا، مبارزه کردند. در سال ۱۹۶۷، دانش‌آموزان آفریقایی-آمریکایی در خیابان‌های هیوستون شورش کردند تا با زباله‌دانی شهری در محل خود که دو کودک را کشته بود، مبارزه کنند. در سال ۱۹۶۸، ساکنان وست هارلم، در شهر نیویورک، به‌طور ناموفقی علیه استقرار یک کارخانه تصفیه فاضلاب در محله خود مبارزه کردند.
تلاش‌های کنش‌گری نیز به‌شدت تحت تأثیر زنان و بی‌عدالتی‌هایی که از نژادپرستی زیست‌محیطی با آن‌ها روبرو هستند، بوده‌است. زنان از نژادها، قومیت‌ها، وضعیت اقتصادی، سن و جنسیت مختلف به‌طور نامتناسبی تحت تأثیر بی عدالتی‌های زیست‌محیطی قرار دارند. علاوه بر این، تلاش‌های انجام شده توسط زنان در طول تاریخ نادیده گرفته شده یا توسط تلاش‌های مردان به چالش کشیده شده‌است، زیرا مشکلاتی که زنان با آن روبرو هستند اغلب اجتناب شده یا نادیده گرفته شده‌است. وینونا لادوک یکی از بسیاری از فعالان زن است که روی مسائل زیست‌محیطی کار می‌کند و در آن با بی عدالتی‌هایی که جوامع بومی با آن مواجه هستند مبارزه می‌کند. لادوک در سال ۲۰۰۷ به دلیل رهبری مستمرش در راستای عدالت به تالار مشاهیر ملی زنان راه یافت.
تقویت جوامع به حاشیه رانده شده و مبارزات آنها با تغییرات آب و هوایی بسیار مهم است. جامعه علم آب و هوا باید روی تنوع بخشیدن به اطلاعات موجود، داده‌هایی که جمع‌آوری می‌کنند، و همچنین برای خلاص شدن از نابرابری‌های تاریخی در منابع تلاش کند. به عنوان مثال، کمبود جدی اطلاعات در مورد تشدید امواج گرما در آفریقا وجود دارد، با این حال امواج گرما بر بسیاری از مردم تأثیر می‌گذارد.

## جنبش‌های زنان بومی در کانادا
جنبش‌های مقاومت زیادی در کانادا توسط زنان بومی علیه نژادپرستی زیست‌محیطی آغاز شده‌است. یکی که برجسته بود و تأثیر زیادی بر جنبش داشت، ابتکار عمل خواهران انجمن زنان بومی کانادا (NWAC) بود. هدف این ابتکار ایجاد گزارش‌هایی در مورد مرگ و ناپدید شدن زنان بومی به منظور افزایش آگاهی و ترغیب دولت و گروه‌های جامعه مدنی به اقدام است. اگرچه دولت فدرال کانادا در سال ۲۰۱۰ تصمیم گرفت تا بودجه ابتکار خواهران در روح را کاهش دهد، NWAC به حمایت از زنان، دو روحیه و افراد بومی LGBTQ+ در مبارزه آنها برای شنیده شدن ادامه می‌دهد. در دیگر جنبش‌های مقاومت بومی، بر درمان آسیب‌های روحی با تمرکز بر معنویت و شیوه‌های سنتی به منظور مبارزه با نیروهای مردسالاری و نژادپرستی که باعث نژادپرستی زیست‌محیطی شده‌اند، تأکید می‌شود. فعالان و جوامع بومی نیز از مسیرهای قانونی رسمی دولتی عبور کرده‌اند تا نگرانی‌های خود را مانند بحث در مورد معاهدات، قوانین ضد قاچاق انسان، قوانین ضد خشونت علیه زنان و UNDRIP بیان کنند. گروه‌ها و جوامع بومی اینها را راه‌حل‌های ناکافی می‌دانند زیرا برخی صداها شنیده نمی‌شوند و به این دلیل که دولت به حاکمیت ملت‌های بومی احترام نمی‌گذارد یا به رسمیت نمی‌شناسد.

## بیان هنری
هنرمندان متعددی رابطه بین محیط، قدرت و فرهنگ را از طریق بیان خلاق کشف می‌کنند. از هنر می‌توان برای آگاهی بخشی به مسائل اجتماعی، از جمله نژادپرستی محیطی استفاده کرد. توسط کارولینا کایسدو مورد لعنت قرار بگیرید از عناصر ویدئویی، عکس‌ها، رنگ‌ها، و پارچه‌ها و کاغذهای ترکیبی استفاده می‌کند تا رابطه بین آب و قدرت را در آمریکای لاتین تعریف کند. نوشته‌های او دربارهٔ دیدگاه بومی آب به معنای ارتباط با طبیعت و یکدیگر و اینکه خصوصی‌سازی آب بر جوامع و اکوسیستم‌ها تأثیر می‌گذارد، توضیح می‌دهد. این مجموعه آثار پس از یک "طرح اصلی" در سال ۲۰۱۴ برای توسعه استخراج از رودخانه ماگدلنا در کلمبیا متولد شد - این طرح جزئیات ساخت ۱۵ سد برق آبی را نشان داد و باعث افزایش اتکای خارجی به منابع کلمبیا شد. Caycedo بر پیوستگی فرآیندهای استعمار، طبیعت، استخراج و بومی بودن در هنر خود تأکید می‌کند.

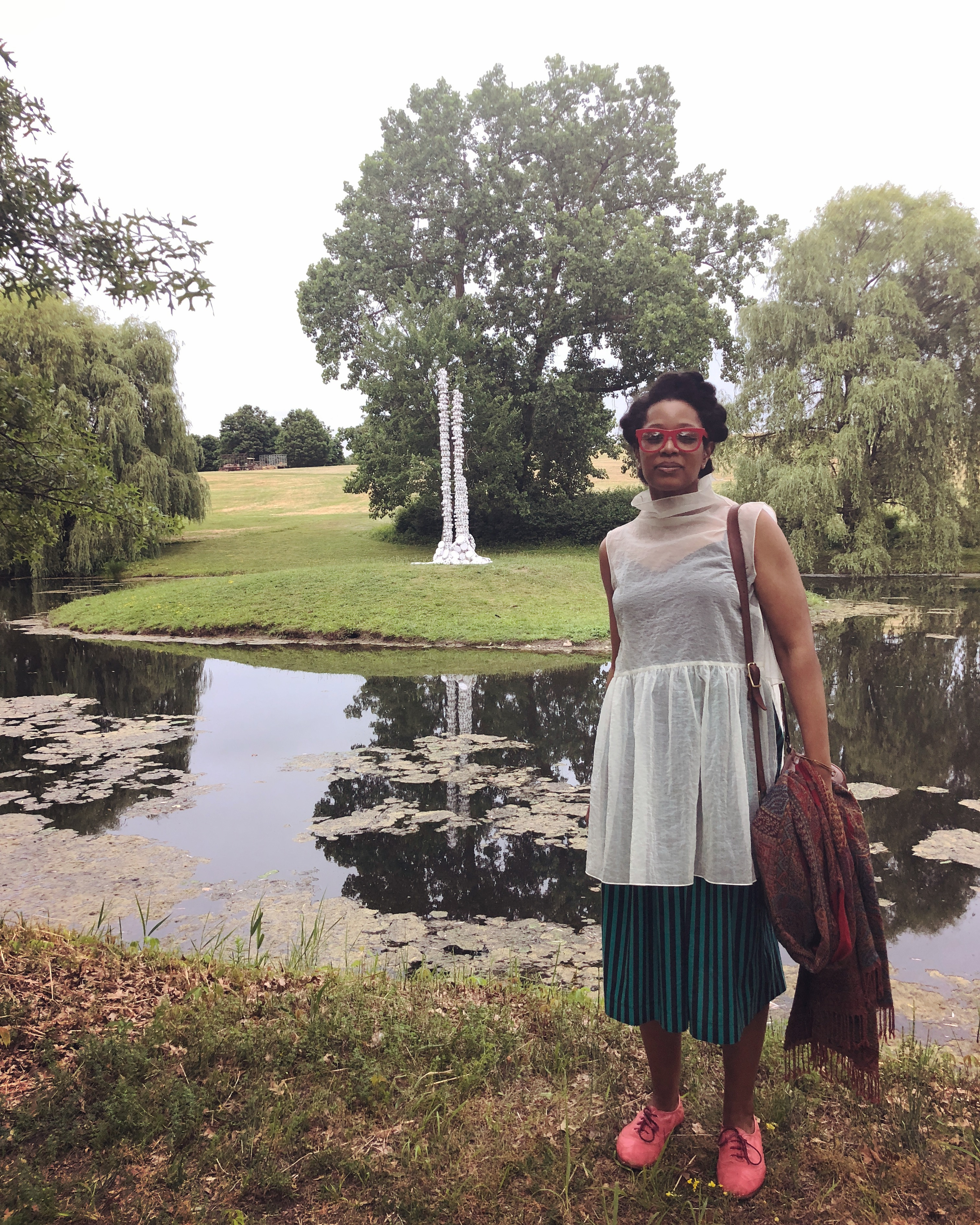
آلیسون جانای همیلتون در مقابل یکی از آثارش به نام "مردم در طوفان رحمت کردند"

آلیسون جانای همیلتون هنرمندی از ایالات متحده است که کار خود را بر روی بررسی ایده‌های اجتماعی و سیاسی و استفاده از زمین و فضا، به ویژه در ایالت‌های جنوبی ایالات متحده متمرکز کرده‌است. کار او به این موضوع می‌پردازد که چه کسانی تحت تأثیر آب و هوای در حال تغییر هستند، و همچنین آسیب‌پذیری منحصر به فردی که برخی از جمعیت‌ها دارند. کار او بر فیلم‌ها و عکس‌ها تکیه دارد تا نشان دهد چه کسانی تحت تأثیر گرمایش جهانی قرار دارند و چگونه تجربیات مختلف زندگی آنها دیدگاه‌های متفاوتی را به مسائل آب و هوایی ارائه می‌دهد.

## ترمیم‌های زیست‌محیطی
برخی از دانشمندان و اقتصاددانان به چشم‌انداز جبران‌های زیست‌محیطی یا اشکال پرداختی به افرادی که به نوعی تحت تأثیر حضور صنعت هستند، پرداخته‌اند. گروه‌های بالقوه ای که تحت تأثیر قرار می‌گیرند شامل افرادی هستند که در مجاورت صنعت زندگی می‌کنند، قربانیان بلایای طبیعی و پناهندگان آب و هوایی که از شرایط زندگی خطرناک در کشور خود فرار می‌کنند. غرامت می‌تواند اشکال مختلفی داشته باشد، از پرداخت مستقیم به افراد، پول کنار گذاشته شده برای پاکسازی محل‌های زباله، خرید مانیتور هوا برای محله‌های مسکونی کم درآمد، سرمایه‌گذاری در حمل و نقل عمومی که انتشار گازهای گلخانه ای را کاهش می‌دهد. همان‌طور که رابرت بولارد می‌نویسد،
جبران‌های زیست‌محیطی نشان‌دهنده پلی برای پایداری و برابری است. . . غرامت هم داروی معنوی و هم محیطی برای شفا و آشتی است.»

## سیاست‌ها و قراردادهای بین‌المللی
صادرات زباله‌های خطرناک به کشورهای جهان سوم یکی دیگر از نگرانی‌های فزاینده است. بین سال‌های ۱۹۸۹ و ۱۹۹۴، حدود ۲۶۱۱ تن زباله خطرناک از کشورهای سازمان همکاری و توسعه اقتصادی (OECD) به کشورهای غیر OECD صادر شد. دو قرارداد بین‌المللی در واکنش به صادرات فزاینده زباله‌های خطرناک به مرزهای آنها به تصویب رسید. سازمان وحدت آفریقا (OAU) نگران بود که کنوانسیون بازل که در مارس ۱۹۸۹ تصویب شد، ممنوعیت کامل حرکت فرامرزی زباله‌های خطرناک را شامل نمی‌شود. در پاسخ به نگرانی‌های آنها، در ۳۰ ژانویه ۱۹۹۱، کنفرانس پان آفریقایی در مورد محیط زیست و توسعه پایدار، کنوانسیون باماکو را تصویب کرد که واردات همه زباله‌های خطرناک به آفریقا را ممنوع کرده و حرکت آنها را در این قاره محدود می‌کند. در سپتامبر ۱۹۹۵، کشورهای G-77 به اصلاح کنوانسیون بازل کمک کردند تا صادرات تمام زباله‌های خطرناک از کشورهای صنعتی (عمدتا کشورهای OECD و لیختن اشتاین) به سایر کشورها ممنوع شود. قطعنامه ای در سال ۱۹۸۸ توسط OAU امضا شد که دفن زباله‌های سمی را «جنایت علیه آفریقا و مردم آفریقا» اعلام کرد. اندکی پس از آن، جامعه اقتصادی کشورهای غرب آفریقا (ECOWAS) قطعنامه‌ای را تصویب کرد که مجازات‌هایی مانند حبس ابد را برای افرادی که در حال تخلیه زباله‌های سمی دستگیر می‌شدند، تصویب کرد.
جهانی شدن و افزایش قراردادهای فراملی، احتمالاتی را برای موارد نژادپرستی زیست‌محیطی ایجاد می‌کند. به عنوان مثال، قرارداد تجارت آزاد آمریکای شمالی (نفتا) در سال ۱۹۹۴ کارخانه‌های متعلق به ایالات متحده را به مکزیک جذب کرد، جایی که زباله‌های سمی در جامعه Colonia Chilpancingo رها شد و تا زمانی که فعالان از دولت مکزیک خواستند زباله‌ها را پاک کند، پاکسازی نشد.
جنبش‌های عدالت زیست‌محیطی رشد کرده‌اند و به بخش مهمی از اجلاس‌های جهانی تبدیل شده‌اند. این موضوع توجه را به خود جلب می‌کند و طیف وسیعی از مردم، کارگران و سطوحی از جامعه را نشان می‌دهد که با هم کار می‌کنند. نگرانی در مورد جهانی شدن می‌تواند طیف وسیعی از ذینفعان از جمله کارگران، دانشگاهیان و رهبران جامعه را که برای آنها افزایش توسعه صنعتی یک مخرج مشترک است، گرد هم.
بسیاری از سیاست‌ها را می‌توان بر اساس وضعیت رفاه انسان تبیین کرد. این به این دلیل رخ می‌دهد که عدالت زیست‌محیطی با هدف ایجاد فرصت‌های ایمن، عادلانه و برابر برای جوامع و اطمینان از عدم وقوع مواردی مانند خط قرمز است. با در نظر گرفتن همه این عناصر منحصر به فرد، پیامدهای جدی برای سیاست گذاران وجود دارد که باید در هنگام تصمیم‌گیری در نظر بگیرند.

## نمونه‌ها بر اساس منطقه

### آفریقا

#### نیجریه

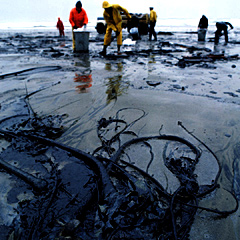
نشت نفت

در نیجریه، نزدیک دلتای نیجر، موارد نشت نفت، سوزاندن زباله‌های سمی و آلودگی هوای شهری مشکلاتی در مناطق توسعه یافته تر است.
صفحات وب متعددی برای حمایت از مردم اوگونی، که بومی منطقه نفت خیز دلتای نیجریه هستند، ایجاد شد. سایت‌ها برای اعتراض به اثرات مخرب زیست‌محیطی و اقتصادی حفاری نفت شل، تشویق به تحریم نفت شل، و محکوم کردن نقض حقوق بشر توسط دولت نیجریه و شل مورد استفاده قرار گرفتند. استفاده از اینترنت در فرمول‌بندی یک درخواست بین‌المللی پس از اعدام ۹ فعال اوگونی در نوامبر ۱۹۹۵ توسط دولت نیجریه، از جمله کن سارو-ویوا، که یکی از بنیان‌گذاران جنبش بدون خشونت برای بقای مردم اوگونی (MOSOP) بود، به‌طور چشمگیری تشدید شد. .

## آفریقای جنوبی
ارتباط بین صنعت معدن و تأثیرات منفی آن بر سلامت جامعه و فردی توسط تعدادی از سازمان‌ها در سراسر جهان مورد مطالعه و مستندسازی قرار گرفته‌است. پیامدهای بهداشتی زندگی در مجاورت عملیات معدن شامل عوارضی مانند عوارض بارداری، مسائل مربوط به سلامت روان، انواع مختلف سرطان و بسیاری موارد دیگر است. در طول دوره آپارتاید در آفریقای جنوبی، صنعت معدن به دلیل فقدان مقررات زیست‌محیطی به سرعت رشد کرد. جوامعی که شرکت‌های معدنی در آنها فعالیت می‌کنند معمولاً جوامعی هستند که نرخ بالای فقر و بیکاری دارند. علاوه بر این، در این جوامع، معمولاً بین شهروندان در مورد این موضوع که آیا مزایای معدن از نظر فرصت‌های اقتصادی بر معایب آن از نظر سلامت افراد جامعه بیشتر است، شکاف وجود دارد. شرکت‌های معدنی اغلب سعی می‌کنند با بزرگنمایی این تعارض از این اختلافات به نفع خود استفاده کنند. علاوه بر این، شرکت‌های معدنی در آفریقای جنوبی روابط نزدیکی با دولت ملی دارند و توازن قوا را به نفع خود تغییر می‌دهند و در عین حال مردم محلی را از بسیاری از فرآیندهای تصمیم‌گیری مستثنی می‌کنند. این میراث محرومیت تأثیرات ماندگاری در قالب فقیرترین آفریقای جنوبی داشته‌است که بار عمده تأثیرات زیست‌محیطی ناشی از اقدامات، برای مثال، شرکت‌های معدنی را متحمل می‌شود. برخی استدلال می‌کنند که برای مبارزه مؤثر با نژادپرستی محیطی و دستیابی به نوعی عدالت، باید با عواملی که موقعیت‌های نژادپرستی محیطی را شکل می‌دهند، مانند مکانیسم‌های ریشه‌دار و نهادینه‌شده قدرت، روابط اجتماعی و عناصر فرهنگی، حسابرسی کرد.
اصطلاح «فقر انرژی» برای اشاره به «عدم دسترسی به حامل‌ها و فن‌آوری‌های انرژی کافی، قابل اعتماد، مقرون‌به‌صرفه و پاک برای رفع نیازهای خدمات انرژی برای پخت و پز و فعالیت‌هایی که توسط برق برای حمایت از توسعه اقتصادی و انسانی انجام می‌شود» استفاده می‌شود. بسیاری از جوامع در آفریقای جنوبی با نوعی فقر انرژی روبرو هستند. زنان آفریقای جنوبی معمولاً مسئولیت مراقبت از خانه و اجتماع را بر عهده دارند. کسانی که در مناطق فقیر اقتصادی هستند، نه تنها باید این مسئولیت را بر عهده بگیرند، بلکه چالش‌های متعدد دیگری نیز وجود دارد که با آن روبرو هستند. تبعیض بر اساس جنسیت، نژاد و طبقه هنوز در فرهنگ آفریقای جنوبی وجود دارد. به همین دلیل، زنان که کاربران اصلی منابع عمومی در کار خود در خانه و برای جامعه هستند، اغلب از هرگونه تصمیم‌گیری در مورد کنترل و دسترسی به منابع عمومی محروم هستند. فقر انرژی ناشی از آن، زنان را مجبور به استفاده از منابع انرژی می‌کند که گران هستند و ممکن است هم برای سلامت خود و هم برای محیط زیست مضر باشند. در نتیجه، چندین طرح انرژی تجدیدپذیر در آفریقای جنوبی پدید آمده‌است که به‌طور خاص این جوامع و زنان را برای اصلاح این وضعیت هدف قرار داده‌است.

## آسیا

### چین
از اواسط دهه ۱۹۹۰ تا حدود سال ۲۰۰۱، تخمین زده می‌شود که حدود ۵۰ تا ۸۰ درصد وسایل الکترونیکی جمع‌آوری شده برای بازیافت در نیمه غربی ایالات متحده برای برچیدن به خارج از کشور، عمدتاً به چین و آسیای جنوب شرقی صادر می‌شد. این فرآوری ضایعات کاملاً سودآور است و به دلیل نیروی کار فراوان، نیروی کار ارزان و قوانین ضعیف زیست‌محیطی ترجیح داده می‌شود.
Guiyu، چین، یکی از بزرگ‌ترین سایت‌های بازیافت زباله‌های الکترونیکی است، جایی که انبوهی از قطعات کامپیوتری دور ریخته شده در نزدیکی سواحل رودخانه‌ها بالا می‌آیند و ترکیباتی مانند کادمیوم، مس، سرب، PBDE، منبع آب محلی را آلوده می‌کنند. نمونه‌های آبی که توسط شبکه اقدام بازل در سال ۲۰۰۱ از رودخانه لیان جیانگ گرفته شد، حاوی سطوح سرب ۱۹۰ برابر بالاتر از استانداردهای ایمنی سازمان جهانی بهداشت بود. با وجود آب آشامیدنی آلوده، ساکنان همچنان از آب آلوده به جای منابع گران‌قیمت آب آشامیدنی استفاده می‌کنند. بر اساس گزارش‌های اخیر، نزدیک به ۸۰ درصد از کودکان در مرکز زباله‌های الکترونیکی Guiyu، چین، از مسمومیت با سرب رنج می‌برند. قبل از اینکه به عنوان مقصد زباله‌های الکترونیکی مورد استفاده قرار گیرد، بیشتر گییو از کشاورزان کوچکی تشکیل شده بود که زندگی خود را در تجارت کشاورزی می‌کردند. با این حال، کشاورزی برای کار سودآورتر در الکترونیک قراضه رها شده‌است. طبق گفته مطبوعات غربی و پژوهشگران دانشگاه‌ها و سازمان‌های غیردولتی چین، شرایط در این روستاهای روستایی کارگری به حدی ضعیف است که حتی صنعت اولیه قراضه الکترونیکی در Guiyu باعث بهبود درآمد می‌شود.
محققان دریافته اند که با افزایش میزان آلودگی هوای خطرناک در چین، مردم برای اجرای اقداماتی برای مهار اثرات مضر بسیج شده‌اند. مناطق دارای اقلیت‌های قومی و مناطق غربی کشور بارهای زیست‌محیطی نامتناسبی را به همراه دارند.

## هندوستان

بوپال، هند

Union Carbide Corporation شرکت مادر Union Carbide India Limited است که تولید خود را به یک کشور خارجی برون سپاری می‌کند. شرکت Union Carbide India Limited که در بوپال، هند واقع شده‌است، عمدتاً متیل ایزوسیانات شیمیایی مورد استفاده برای تولید آفت کش‌ها را تولید می‌کند. در ۳ دسامبر ۱۹۸۴، ابری از متیل ایزوسیانات در نتیجه مخلوط شدن مواد شیمیایی سمی با آب در کارخانه در بوپال نشت کرد. تقریباً ۵۲۰۰۰۰ نفر بلافاصله پس از نشت در معرض این ماده شیمیایی سمی قرار گرفتند. در ۳ روز اول پس از نشت، تخمین زده می‌شود که ۸۰۰۰ نفر که در مجاورت کارخانه زندگی می‌کردند به دلیل قرار گرفتن در معرض متیل ایزوسیانات جان خود را از دست دادند. برخی از افراد از نشت اولیه کارخانه جان سالم به در بردند، اما به دلیل مراقبت‌های نادرست و تشخیص‌های نادرست، بسیاری جان باختند. در نتیجه تشخیص‌های نادرست، درمان ممکن است بی‌اثر بوده باشد و این امر با امتناع یونیون کاربید از انتشار تمام جزئیات مربوط به گازهای نشت‌شده و دروغ‌گویی در مورد برخی اطلاعات مهم تسریع شد. تأخیر در ارائه کمک‌های پزشکی به آسیب دیدگان نشت مواد شیمیایی وضعیت را برای بازماندگان بدتر کرد. امروزه بسیاری هنوز اثرات منفی نشت متیل ایزوسیانات بر سلامتی خود را تجربه می‌کنند، مانند فیبروز ریه، اختلال در بینایی، سل، اختلالات عصبی و دردهای شدید بدن. عملیات و نگهداری کارخانه در بوپال به نشت مواد شیمیایی خطرناک کمک کرد. ذخیره حجم عظیمی از متیل ایزوسیانات در یک منطقه متراکم مسکونی، در تضاد با سیاست‌های شرکت بود که به شدت در سایر کارخانه‌ها اعمال می‌شود. این شرکت اعتراض‌ها را در مورد نگهداری بیش از حد مواد شیمیایی خطرناک برای یک کارخانه نادیده گرفت و مخازن بزرگی برای نگهداری آن در یک جامعه شلوغ ساخت. متیل ایزوسیانات باید در دمای بسیار پایین ذخیره شود، اما این شرکت هزینه‌های سیستم تهویه مطبوع را کاهش داد که منجر به شرایط کمتر از بهینه برای این ماده شیمیایی شد. علاوه بر این، Union Carbide India Limited هرگز برنامه‌های مدیریت بلایایی را برای جامعه اطراف کارخانه در صورت نشت یا نشت ایجاد نکرد. مقامات دولتی در جیب شرکت بودند و بنابراین توجهی به عملکرد شرکت یا اجرای قانون نداشتند. این شرکت همچنین برای صرفه جویی در هزینه، کارکنان تعمیر و نگهداری پیشگیرانه را کاهش داد.

## اروپا

### اروپای شرقی
مردم رومی قومی که عمدتاً در اروپای مرکزی و شرقی زندگی می‌کنند، با گروه‌هایی از جوامع در قاره آمریکا و خاورمیانه، در معرض محرومیت‌های محیطی قرار گرفته‌اند. مردم رومی اروپای شرقی که اغلب به عنوان کولی‌ها یا تهدید کولی‌ها شناخته می‌شوند، عمدتاً در شهرک‌ها یا محله‌های فقیر نشین زیر خط فقر زندگی می‌کنند. مردم رومی با مواجهه با مسائلی مانند قرار گرفتن طولانی مدت در معرض سموم مضر با توجه به مکان آنها در محل دفن زباله‌ها و کارخانه‌های صنعتی، همراه با امتناع از کمک‌های زیست‌محیطی مانند آب تمیز و بهداشت، با نژادپرستی از طریق ابزارهای زیست‌محیطی مواجه شده‌اند. بسیاری از کشورها مانند: رومانی، بلغارستان و مجارستان تلاش کرده‌اند ابتکارات حفاظت از محیط زیست را در کشورهای مورد احترام خود اجرا کنند، با این حال اکثر آنها به دلیل "توجه به شرایط جوامع روما از دریچه قومی به عنوان "مسائل روم" در نظر گرفته شده‌است. اخیراً نوعی عدالت زیست‌محیطی برای مردم رومانی آشکار شده‌است. به دنبال عدالت زیست‌محیطی در اروپا، برنامه عدالت محیطی اکنون با سازمان‌های حقوق بشر برای کمک به مبارزه با نژادپرستی زیست‌محیطی همکاری می‌کند.
توجه به این نکته حائز اهمیت است که در گزارش «تبعیض در اتحادیه اروپا در سال ۲۰۰۹» که توسط کمیسیون اروپا انجام شده‌است، «۶۴ درصد از شهروندانی که دوستان رومی دارند معتقدند تبعیض گسترده‌است، در مقایسه با ۶۱ درصد شهروندان بدون دوستان رومی».

## فرانسه
صادرات زباله‌های سمی به کشورهای جنوب جهانی یکی از انواع نژادپرستی زیست‌محیطی است که در سطح بین‌المللی رخ می‌دهد. در یکی از موارد ادعا شده، ناو هواپیمابر فرانسوی کلمانسو از ورود به الانگ، یک محوطه کشتی‌شکن هندی، به دلیل نداشتن مستندات واضح در مورد محتویات سمی آن منع شد. رئیس‌جمهور فرانسه ژاک شیراک در نهایت دستور داد این حامل که حاوی تن‌ها مواد خطرناک از جمله آزبست و PCB بود به فرانسه بازگردد.

## انگلستان
در بریتانیا نژادپرستی زیست‌محیطی (یا نژادپرستی آب و هوایی) توسط گروه‌های اقدام متعددی مانند نامه فراخوانی Wretched of the Earth در سال ۲۰۱۵ و زندگی سیاه پوستان در سال ۲۰۱۶ مطرح شده‌است.

## کانادا

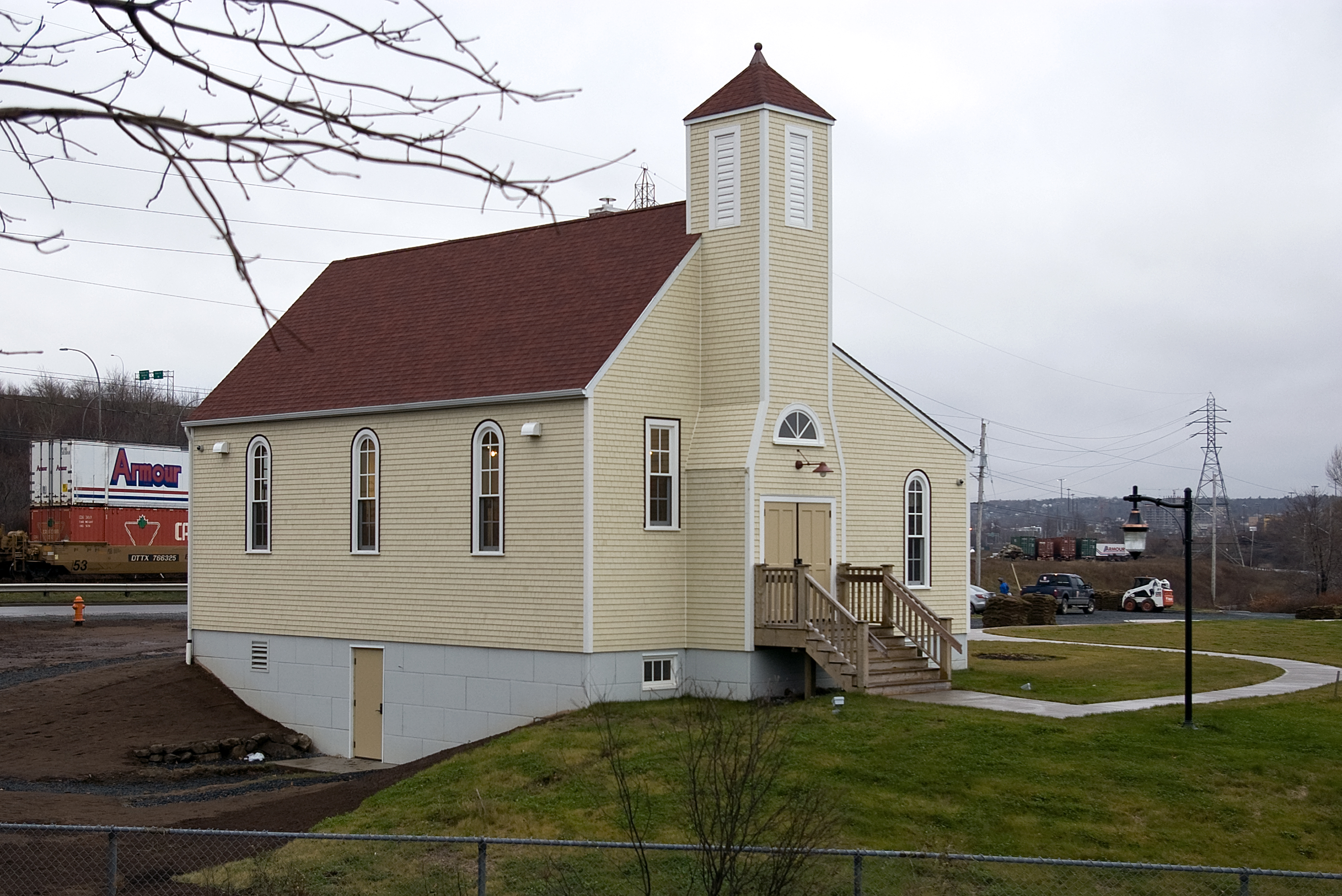
کلیسای بازسازی شده آفریکویل در نوا اسکوشیا

در کانادا، با تصویب لایحه ۱۱۱، قانونی برای مقابله با نژادپرستی زیست‌محیطی در مجلس قانونگذاری نوا اسکوشیا، پیشرفت‌هایی برای رسیدگی به نژادپرستی زیست‌محیطی (به ویژه در جامعه آفریکویل نوا اسکوشیا) حاصل شده‌است. با این حال، هنوز جوامع بومی مانند اولین ملت Aamjiwnaang همچنان از آلودگی ناشی از صنایع شیمیایی کانادا که مرکز آن در جنوب شرقی انتاریو است، آسیب می‌بینند. چهل درصد از صنعت پتروشیمی کانادا در شعاع ۱۵ مایل مربعی سارنیا، انتاریو قرار دارد. جمعیت عمدتاً بومی است، جایی که رزرواسیون Aamjiwnaang حدود ۸۵۰ نفر از افراد اولین ملت را در خود جای داده‌است. از سال ۲۰۰۲، ائتلاف‌های افراد بومی با غلظت نامتناسب آلودگی در محله خود مبارزه کرده‌اند.

## تأثیر بر زنان بومی کانادا

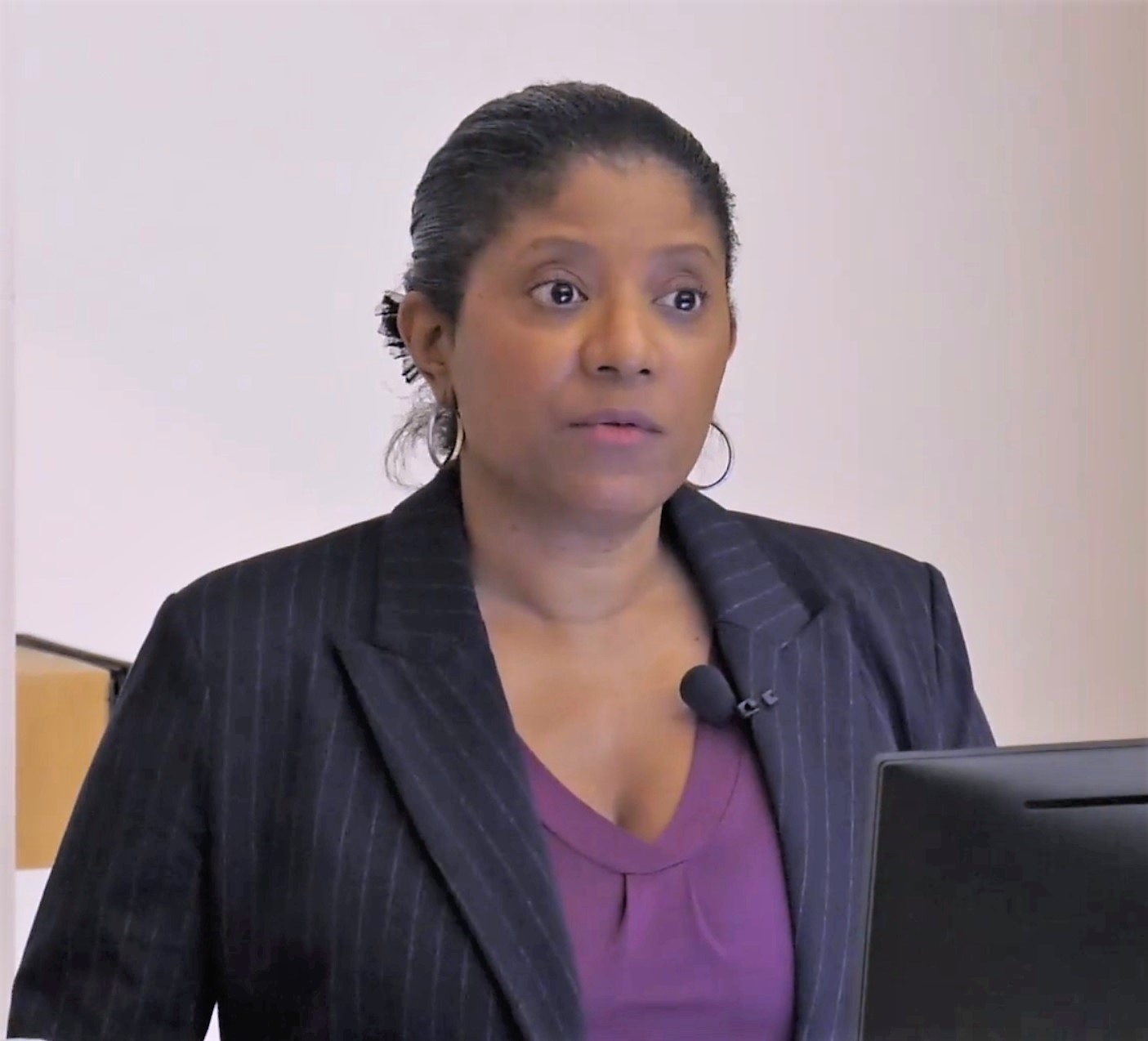
اینگرید والدرون، جامعه‌شناس کانادایی، دربارهٔ نژادپرستی زیست‌محیطی در دانشگاه دالهوسی در سال ۲۰۱۸ سخنرانی می‌کند.

نژادپرستی زیست‌محیطی به ویژه بر زنان و به ویژه زنان بومی و زنان رنگین‌پوست تأثیر می‌گذارد. بسیاری از این جوامع در مناطق روستایی غنی از منابع طبیعی زندگی می‌کنند که برای صنایع استخراجی بسیار جذاب هستند. این اثرات نه تنها محیط زیست را آلوده می‌کند، بلکه اثرات مضری بر سلامت جسمی و روانی دارد. بسیاری از این صنایع استخراجی مانند نفت و گاز و معادن باعث آلودگی منابع آب، منابع غذایی و همچنین تأثیراتی در کیفیت هوا شده‌اند. این شروع به تأثیر بر بدن افراد، به ویژه بدن زنان کرده‌است؛ زیرا سموم و سموم حاصل از صنایع استخراجی بر اندام‌های تناسلی زنان تأثیر می‌گذارد و می‌تواند باعث سرطان و همچنین سلامت فرزندان آنها شود. مضرات این فعالیت در طول نسل‌ها در این جوامع ادامه می‌یابد، برای مثال در جامعه بومی گراسی نارووز در شمال انتاریو، آن‌ها هنوز با اثرات سلامتی ناشی از سطوح بالای جیوه که آب آشامیدنی و ماهی‌های منطقه را تحت تأثیر قرار داده‌است، سروکار دارند. در دهه ۱۹۶۰ نشت کرد.
این تنها آلودگی نیست که زنان را تحت تأثیر قرار می‌دهد، بلکه تغییرات اجتماعی را نیز صنایع استخراجی به ارمغان می‌آورد. به عنوان مثال، در جوامع کوچکی که صنایع استخراجی دارند، به دلیل هجوم مردان مجردی که وارد جامعه می‌شوند، میزان خشونت خانگی به‌طور قابل توجهی بالاتر است. این به‌طور کلی می‌تواند زندگی‌های خانگی سمی ایجاد کند که می‌تواند منجر به سوء مصرف مواد به عنوان یک مکانیسم مقابله شود، که همچنین باعث مرگ و میر و سوء استفاده بیشتر می‌شود. این اردوگاه‌های کارگری همچنین به تعداد نامتناسب زنان بومی مفقود و کشته شده در سراسر آمریکای شمالی کمک کرده‌است. عواقب صنایع استخراجی نیز به‌طور نامتناسبی بر تراجنسیتی‌ها، دو روحیه و دیگر اعضای جامعه LGBTQ+ تأثیر می‌گذارد. با این حال، بسیاری از مسائل نامطلوب بهداشتی گریبانگیر خود کارگران صنایع استخراجی می‌شود و چرخه‌های معیوب مختلفی را در جامعه ایجاد می‌کند.

## مکزیک
در ۱۹ نوامبر ۱۹۸۴، فاجعه San Juanico باعث مرگ هزاران نفر و مجروح شدن حدود یک میلیون نفر در محله‌های فقیرنشین اطراف شد. این فاجعه در کارخانه گاز پروپان مایع PEMEX در منطقه پرجمعیت مکزیکو سیتی رخ داد. نزدیکی خانه‌های ساخته شده غیرقانونی که مقررات را رعایت نمی‌کردند، اثرات انفجار را بدتر کرد. کوکاپاها گروهی از مردم بومی هستند که در نزدیکی مرز ایالات متحده و مکزیک، عمدتاً در مکزیک و برخی در آریزونا نیز زندگی می‌کنند. برای بسیاری از نسل‌ها، ماهیگیری در رودخانه کلرادو وسیله اصلی امرار معاش کوکاپا بود. در سال ۱۹۴۴، ایالات متحده و مکزیک معاهده‌ای را امضا کردند که به موجب آن حق ۹۰ درصد آب رودخانه کلرادو به ایالات متحده اعطا شد و ۱۰ درصد باقی‌مانده را مکزیک باقی گذاشت. در طول چند دهه گذشته، رودخانه کلرادو عمدتاً در جنوب مرز خشک شده‌است و چالش‌های زیادی را برای مردمی مانند کوکاپا ایجاد کرده‌است. Shaylih Meuhlmann، نویسنده قوم نگاری Where the River Ends: Contested Indigeneity in the Mexican Colorado Delta، گزارشی دست اول از وضعیت از دیدگاه میلهلمان و همچنین روایت‌های بسیاری از خود کوکاپا ارائه می‌دهد. علاوه بر اینکه بخش مکزیکی رودخانه کلرادو با بخش کوچکی از آب موجود باقی مانده‌است، کوکاپاها از حق ماهیگیری در رودخانه سلب می‌شوند، این عمل توسط دولت مکزیک به منظور حفظ آب غیرقانونی اعلام شده‌است. سلامت زیست‌محیطی رودخانه بنابراین، کوکاپاها بدون دسترسی به منابع طبیعی کافی آب شیرین و همچنین بدون وسایل معمول زندگی خود زندگی می‌کنند. نتیجه ای که در بسیاری از این موارد به دست می‌آید این است که حقوق آب مورد مذاکره تحت معاهده ایالات متحده و مکزیک که منجر به نابرابری گسترده در تخصیص آب بین دو کشور می‌شود به نژادپرستی زیست‌محیطی خلاصه می‌شود.
۱۹۰۰ ماکیلادورا در نزدیکی مرز ایالات متحده و مکزیک یافت می‌شود. Maquiladoras شرکت‌هایی هستند که معمولاً متعلق به نهادهای خارجی هستند و مواد خام را وارد می‌کنند، به کارگران مکزیک پول می‌دهند تا آنها را مونتاژ کنند و محصولات نهایی را برای فروش به خارج از کشور ارسال می‌کنند. در حالی که ماکیلادوراها شغل ایجاد می‌کنند، اغلب دستمزد بسیار کمی می‌دهند. این گیاهان همچنین آلودگی را به شهرهای روستایی مکزیک وارد می‌کنند و برای خانواده‌های فقیری که در نزدیکی زندگی می‌کنند تأثیرات سلامتی ایجاد می‌کنند.
در مکزیک، استخراج صنعتی نفت، معدن، و گاز، و همچنین حذف انبوه منابع به آهستگی تجدیدپذیر مانند آبزیان، جنگل‌ها و محصولات زراعی. از نظر قانونی، دولت مالک منابع طبیعی است، اما می‌تواند از طریق مالیات پرداختی به صنعت امتیاز بدهد. در دهه‌های اخیر، تغییری به سمت تمرکز مجدد این دلارهای مالیاتی انباشته شده بر جوامعی که بیشتر تحت تأثیر تأثیرات بهداشتی، اجتماعی و اقتصادی استخراج‌گرایی قرار دارند، رخ داده‌است. با این حال، بسیاری از رهبران جوامع بومی و روستایی استدلال می‌کنند که باید با شرکت‌هایی که منابع آنها را استخراج و آلوده می‌کنند، موافقت کنند، نه اینکه پس از آن غرامت پرداخت شود.

## ایالات متحده
در ایالات متحده، اولین گزارشی که رابطه ای بین نژاد، درآمد و خطر قرار گرفتن در معرض آلاینده‌ها ترسیم کرد، «گزارش سالانه شورای کیفیت محیط زیست به رئیس‌جمهور» در سال ۱۹۷۱ بود که در پاسخ به تخلیه زباله‌های سمی در جامعه آفریقایی آمریکایی بود. در شهرستان وارن، NC. پس از اعتراضات در شهرستان وارن، کارولینای شمالی، اداره حسابداری عمومی ایالات متحده (GAO) گزارشی در مورد این پرونده در سال ۱۹۸۳ منتشر کرد، و کلیسای متحد مسیح (UCC) گزارشی را برای بررسی این مفهوم در سال ۱۹۸۷ سفارش داد که ارتباط بین نژاد و نژاد را ترسیم می‌کرد. استقرار تأسیسات پسماندهای خطرناک اعتراض در شهرستان وارن یک رویداد مهم برای تحریک اقلیت، مشارکت مردمی در جنبش عدالت زیست‌محیطی با رسیدگی به موارد نژادپرستی زیست‌محیطی بود.
مطالعه دفتر پاسخگویی دولت ایالات متحده در پاسخ به اعتراضات سال ۱۹۸۲ علیه محل دفن زباله PCB در شهرستان وارن، یکی از اولین مطالعات پیشگامانه بود که همبستگی بین پیشینه نژادی و اقتصادی جوامع و محل تأسیسات زباله‌های خطرناک را نشان داد. با این حال، دامنه مطالعه تنها با تمرکز بر محل دفن زباله‌های خطرناک خارج از محل در جنوب شرقی ایالات متحده محدود بود. در پاسخ به این محدودیت، کمیسیون متحد کلیسای مسیح برای عدالت نژادی (CRJ) یک مطالعه ملی جامع را در مورد الگوهای جمعیتی مرتبط با مکان سایت‌های زباله‌های خطرناک انجام داد.
مطالعه ملی CRJ دو بررسی از مناطق اطراف تأسیسات زباله‌های خطرناک تجاری و مکان سایت‌های زباله‌های سمی کنترل نشده انجام داد. اولین مطالعه ارتباط بین نژاد و وضعیت اجتماعی-اقتصادی و محل درمان، ذخیره‌سازی و دفع زباله‌های خطرناک تجاری را بررسی کرد. پس از تجزیه و تحلیل آماری، اولین مطالعه به این نتیجه رسید که «درصد ساکنان جامعه که به یک گروه نژادی یا قومی تعلق دارند، نسبت به درآمد خانوار، ارزش خانه‌ها، تعداد زباله‌های کنترل‌نشده، پیش‌بینی‌کننده قوی‌تری برای سطح فعالیت زباله‌های خطرناک تجاری است. سایت‌های زباله یا میزان تخمینی زباله‌های خطرناک تولید شده توسط صنعت». مطالعه دوم وجود مکان‌های زباله سمی کنترل‌نشده را در جوامع اقلیت‌های قومی و نژادی بررسی کرد و دریافت که از هر ۵ آمریکایی آفریقایی‌تبار و اسپانیایی‌تبار، ۳ نفر در جوامعی با مکان‌های زباله کنترل‌نشده زندگی می‌کنند. سایر مطالعات نشان دادند که نژاد تأثیرگذارترین متغیر در پیش‌بینی محل قرارگیری تأسیسات زباله است.
از گزارش‌های مربوط به نژادپرستی زیست‌محیطی در شهرستان وارن، کارولینای شمالی، انباشته شدن مطالعات و گزارش‌ها در مورد موارد نژادپرستی و بی‌عدالتی زیست‌محیطی توجه عمومی را در ایالات متحده به خود جلب کرد. در نهایت این امر منجر به فرمان اجرایی ۱۲۸۹۸ رئیس‌جمهور بیل کلینتون در سال ۱۹۹۴ شد که به آژانس‌ها دستور داد تا استراتژی ای را ایجاد کنند که عدالت زیست‌محیطی را مدیریت کند، اما هر آژانس فدرال تا به امروز این دستور را اجرا نکرده‌است. این یک گام تاریخی در رسیدگی به بی عدالتی زیست‌محیطی در سطح سیاست بود، به ویژه در یک جنبش محیط زیستی که عمدتاً سفیدپوستان هستند. با این حال، اثربخشی این فرمان عمدتاً در تأثیر آن بر ایالت‌ها مشخص می‌شود، زیرا کنگره هرگز لایحه‌ای را تصویب نکرد که قانون فرمان اجرایی کلینتون را تصویب کند. صدور این فرمان باعث شد که ایالت‌ها وارد عمل شوند، زیرا بسیاری از ایالت‌ها از آژانس‌های مربوطه خواستند تا استراتژی‌ها و برنامه‌هایی را توسعه دهند که بی عدالتی‌های زیست‌محیطی را که در سطح ایالتی یا محلی مرتکب می‌شوند، شناسایی و رسیدگی کنند.
در سال ۲۰۰۵، در دوران ریاست جمهوری جورج دبلیو بوش، تلاشی برای حذف فرضیه نژادپرستی از نظمیه صورت گرفت. استفان جانسون، مدیر سازمان حفاظت محیط زیست، می‌خواست هدف این دستور را بازتعریف کند تا از حمایت از جوامع کم درآمد و اقلیت‌هایی که ممکن است توسط سیاست‌های دولت برای همه مردم آسیب دیده باشند، تغییر کند. انتصاب لیزا جکسون به عنوان مدیر سازمان حفاظت محیط زیست توسط اوباما و صدور یادداشت تفاهم در مورد عدالت زیست‌محیطی و فرمان اجرایی ۱۲۸۹۸، تعهد مجدد به عدالت زیست‌محیطی را ایجاد کرد. مبارزه با نژادپرستی زیست‌محیطی با انتخاب ترامپ با مشکلاتی روبرو شد. در دولت ترامپ، کاهش اجباری بودجه سازمان حفاظت محیط زیست همراه با عقب‌نشینی مقررات وجود داشت که باعث آسیب‌پذیری بسیاری از جوامع کم‌نمایش شد.
در نتیجه قرار دادن تأسیسات زباله‌های خطرناک، جمعیت‌های اقلیت بیشتر در معرض مواد شیمیایی مضر قرار می‌گیرند و از پیامدهای سلامتی رنج می‌برند که بر توانایی آنها در کار و مدرسه تأثیر می‌گذارد. یک مطالعه جامع از انتشار ذرات معلق در سراسر ایالات متحده، که در سال ۲۰۱۸ منتشر شد، نشان داد که سیاهپوستان ۵۴ درصد بیشتر از آمریکایی‌های معمولی در معرض انتشار ذرات معلق (دوده) هستند. فابر و کریگ بین قرار گرفتن در معرض آلودگی هوا بیشتر و عملکرد پایین در مدارس همبستگی پیدا کردند و دریافتند که ۹۲ درصد از کودکان در پنج مدرسه دولتی لس آنجلس با بدترین کیفیت هوا از پیشینه اقلیت بودند. سیستم‌های مدرسه‌ای برای جوامعی که به شدت با خانواده‌های اقلیت پرجمعیت هستند، در مقایسه با سیستم‌های مدرسه در محله‌های عمدتاً سفیدپوست، «فرصت‌های آموزشی نابرابر» را ارائه می‌کنند. در نتیجه آلودگی خود را در این جوامع به دلیل عوامل اجتماعی مانند «مدارس کم بودجه، نابرابری درآمد، و تعداد بی شماری از انکار فاحش حمایت نهادی» در جامعه آفریقایی آمریکایی نشان می‌دهد. در مطالعه ای که از اصطلاح نژادپرستی زیست‌محیطی حمایت می‌کند، در اقیانوس اطلس میانه آمریکا و شمال شرق آمریکا نشان داده شد که آمریکایی‌های آفریقایی‌تبار در معرض ۶۱ درصد ذرات معلق بودند، در حالی که لاتینی‌ها در معرض ۷۵ درصد و آسیایی‌ها در معرض ۷۳ درصد قرار گرفتند. ٪. به‌طور کلی، این جمعیت‌ها ۶۶ درصد بیشتر از جمعیت سفیدپوست آلودگی ناشی از ذرات معلق را تجربه می‌کنند.
هنگامی که نژادپرستی زیست محیطعه ایالات متحده به رسمیت شناخته شد، جنبش اجتماعی عدالت زیست‌محیطی را تحریک کرد که در طول دهه‌های ۱۹۷۰ و ۱۹۸۰ در ایالات متحده موج گرفت. از لحاظ تاریخی، اصطلاح نژادپرستی محیطی با جنبش عدالت محیطی گره خورده‌است. با این حال، این موضوع با گذشت زمان تا حدی تغییر کرده‌است که اعتقاد بر این است که هیچ ارتباطی با جنبش ندارد. سازمان‌ها و کمپین‌های مردمی در پاسخ به این نژادپرستی زیست‌محیطی با این گروه‌ها که عمدتاً خواستار مشارکت اقلیت‌ها در سیاست‌گذاری در مورد محیط‌زیست هستند، شکل گرفته‌اند. همچنین شایان ذکر است که این مفهوم با وجود ابداع در ایالات متحده بین‌المللی است. یک مثال عالی زمانی است که ایالات متحده زباله‌های خطرناک خود را به کشورهای فقیر در جنوب جهانی صادر کرد زیرا آنها می‌دانستند که این کشورها مقررات زیست‌محیطی و اقدامات ایمنی ضعیفی دارند. جوامع حاشیه‌نشین معمولاً در معرض خطر نژادپرستی زیست‌محیطی هستند، زیرا منابع و ابزارهایی برای مقابله با شرکت‌های بزرگی که این زباله‌های خطرناک را تخلیه می‌کنند، تأمین می‌کنند.

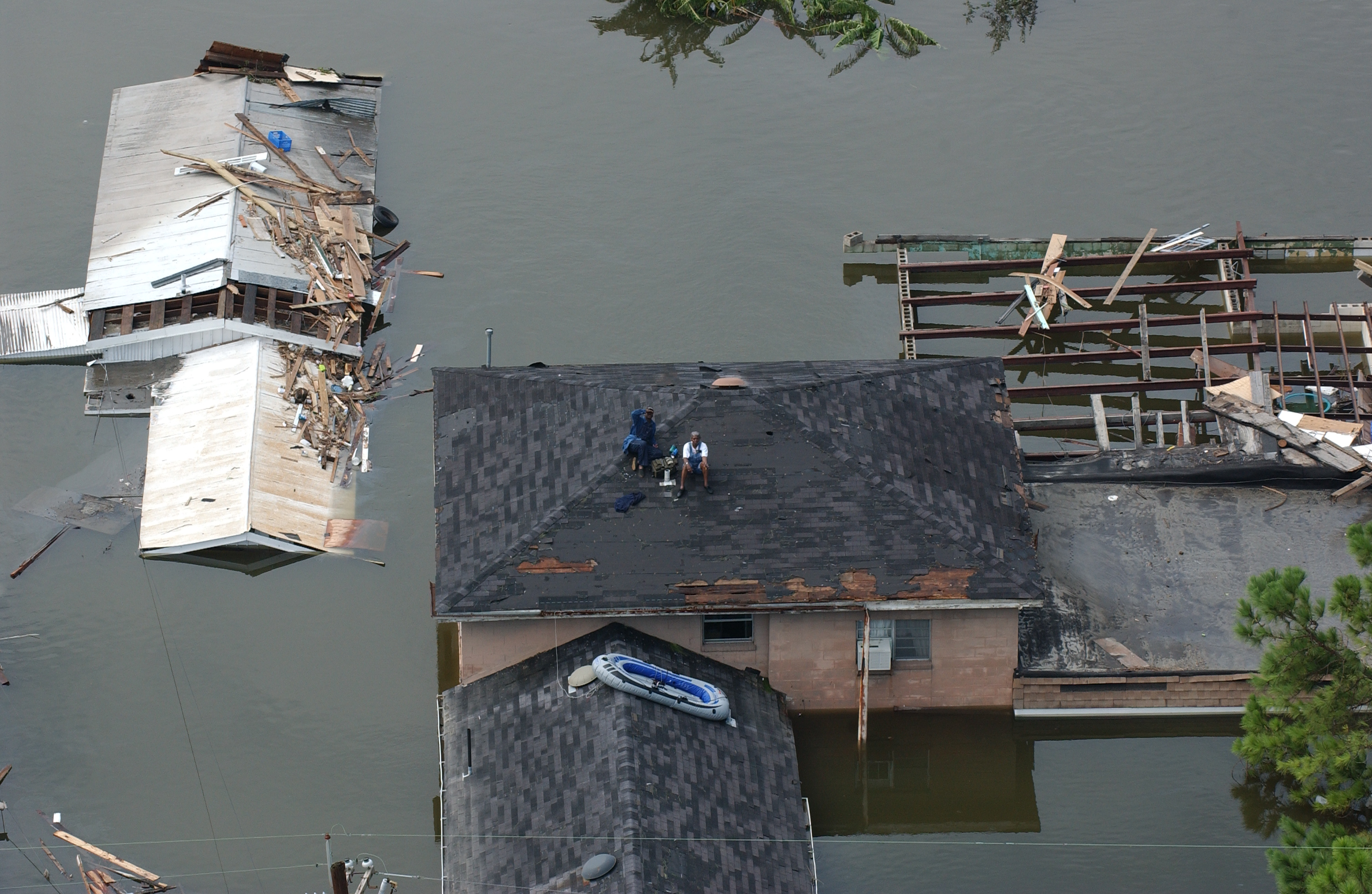
مردم در پشت بام خانه‌های خود از سیل پس از طوفان کاترینا جلوگیری می‌کنند

نمونه‌های خاصی از نژادپرستی زیست‌محیطی در سراسر ایالات متحده وجود دارد، و تداوم نژادپرستی محیطی اغلب در شرایط کار و زندگی روزمره ریشه دارد. شهر شیکاگو، ایلینوی، مشکلاتی در زمینه صنعت و تأثیرات آن بر جمعیت‌های اقلیت، به ویژه جامعه آفریقایی آمریکایی داشته‌است. چندین کارخانه زغال سنگ در این منطقه در سلامت ضعیف جوامع محلی خود دخیل بوده‌اند، این همبستگی با این واقعیت تشدید می‌شود که ۳۴٪ از بزرگسالان در آن جوامع از پوشش مراقبت‌های بهداشتی برخوردار نیستند. ایالت لوئیزیانا همچنین با مسائل متعددی روبرو بوده‌است که تعادل بین حضور صنعت، امدادرسانی به بلایای طبیعی و سلامت جامعه برقرار شده‌است. نابرابری‌های نژادی از قبل موجود در ثروت در نیواورلئان، نتیجه طوفان کاترینا را برای جمعیت‌های اقلیت بدتر کرد. تفکیک نژادی نهادینه شده محله‌ها به این معنی است که اعضای اقلیت بیشتر در مناطق کم ارتفاعی که در برابر سیل آسیب‌پذیر هستند زندگی می‌کنند. علاوه بر این، طرح‌های تخلیه طوفان به شدت بر استفاده از اتومبیل‌ها متکی بود و برای افرادی که به حمل‌ونقل عمومی متکی بودند، آماده نمی‌شد. از آنجایی که جمعیت اقلیت کمتر دارای اتومبیل هستند، برخی از مردم چاره ای جز عقب ماندن نداشتند، در حالی که جوامع اکثریت سفیدپوست فرار کردند. علاوه بر این، کوچه سرطان، ردیفی از کارخانه‌های شیمیایی در لوئیزیانا، به عنوان یکی از دلایل تأثیرات نامتناسب بر سلامتی در شهر ذکر شده‌است. فلینت، میشیگان، شهری که ۵۷ درصد سیاه‌پوست است و به‌طور قابل توجهی فقیر است، در آوریل ۲۰۱۴ مشخص شد که آب آشامیدنی حاوی سرب کافی برای پاسخگویی به آژانس حفاظت از محیط زیست است.
مردم ساکن در پاهوکی، فلوریدا، هر ماه اکتبر به دلیل سوختن شکر با سطح غلیظی از دوده مواجه هستند که منطقه محلی را آلوده می‌کند. کشاورزان نیشکر قبل از هر برداشت، مزارع خود را آتش زدند تا همه چیز را به جز نیشکر بسوزانند. آلودگی حاصل از آن به حرکت در می‌آید و بر جوامع سیاه‌پوست عمدتاً فقیر اطراف تأثیر منفی می‌گذارد. یک مطالعه در سال ۲۰۱۵ با حمایت وزارت آموزش ایالات متحده نشان داد که افرادی که در معرض آلودگی سوزاننده این میدان قند قرار دارند با نرخ بالاتری از مشکلات تنفسی و ضعیف شدن سیستم ایمنی روبرو هستند.
PCBهای سرطان زا تا دهه ۱۹۷۰ توسط صنایع برلینگتون به نهری در Cheraw، کارولینای جنوبی ریخته می‌شدند. در سال ۲۰۱۸، پس از طوفان فلورانس که باعث شد بقایای مواد شیمیایی در نزدیکی خانه‌ها شسته شود، پنج خانواده مجبور به ترک خانه‌های خود شدند. محققان محلی همچنین زباله‌های سمی PCBها را در خاک یک زمین بازی محلی شناسایی کردند.
در سال ۲۰۰۸، بیش از یک میلیارد تن خاکستر زغال سنگ به کانال رودخانه Emory در کینگستون، تنسی ریخته شد. در سال ۲۰۱۰، اداره دره تنسی چهار میلیون یارد مکعب را از نشت کینگستون به محل دفن زباله در یونیون تاون، آلاباما منتقل کرد. یونیون تاون یک جامعه سیاهپوست عمدتاً کم درآمد است و از شهروندان در برابر خدر سال ۲۰۰۸، بیش از یک میلیارد تن خاکستر زغل سنگ به کانال رودخانه Emory در کینگستون، تنسی ریخته شد. در سال ۲۰۱۰، اداره دره تنسی چهار میلیون یارد مکعب را از نشت کینگستون به محل دفن زباله در یونیون تاون، آلاباما منتقل کرد. یونیون تاون یک جامعه سیاهپوست عمدتاً کم درآمد است و از شهروندان در برابر خاکستر زغال سنگ خطرناک محافظت نشده‌است.
اکستر زغال سنگ خطرناک محافظت نشده‌است.

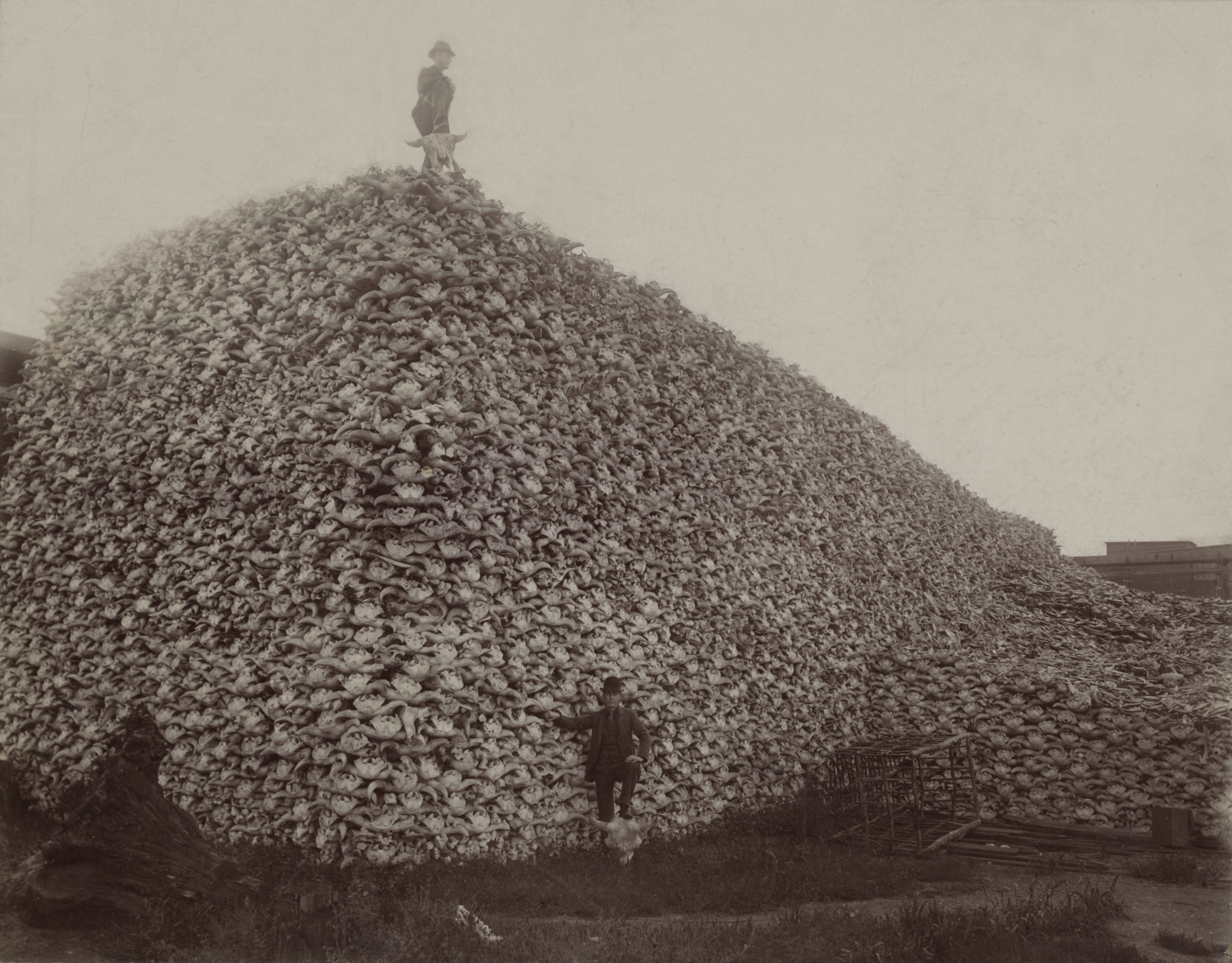
عکسی از سال ۱۸۹۲ از انبوهی از جمجمه‌های گاومیش کوهان دار آمریکایی در دیترویت، میشیگان که در انتظار زمین زدن کود یا زغال هستند. ارتش ایالات متحده شکار گسترده گاومیش کوهان دار آمریکایی را تشویق کرد تا بومیان آمریکایی را از سرزمین‌های سنتی خود خارج کرده و به مناطق رزرو شده در غرب ترغیب کند. این نمونه اولیه نژادپرستی زیست‌محیطی محسوب می‌شود.

محققان بومی بحث کرده‌اند که آیا مفهوم عدالت زیست‌محیطی در زمینه بومیان آمریکا و استعمار شهرک نشینان معنا دارد یا خیر. این به این دلیل است که وضعیت حقوقی بومیان آمریکا با دیگر مردمان به حاشیه رانده شده در ایالات متحده متفاوت است. به این ترتیب، دینا گیلیو-ویتاکر، محقق کلویل، توضیح می‌دهد که «از آنجا که روابط مردم بومی با دولت (یعنی ایالات متحده) با اقلیت‌های قومی متفاوت است، عدالت زیست‌محیطی باید از برابری فراتر رود و بتواند به مفاهیم قبیله‌ای عمل کند. حاکمیت، حقوق معاهده، و روابط دولت با دولت».
گیلیو-ویتاکر همچنین استدلال می‌کند که مدل عدالت توزیعی که EJ مبتنی بر آن است، برای جوامع بومی مفید نیست، زیرا «چارچوب‌هایی برای EJ در جوامع غیربومی که بر عدالت توزیعی تکیه دارند بر اساس ارزش‌های آمریکایی سرمایه‌داری زمین به عنوان کالا - یعنی خصوصی ساخته شده‌اند. اموال - در زمین‌هایی که از مردم بومی سلب شده‌است. در مقابل، مردم بومی روابط بسیار متفاوتی با زمین فراتر از شیوه‌های زمین به عنوان کالا دارند.
محققان مطالعات بومی استدلال کرده‌اند که نژادپرستی زیست‌محیطی، با این حال، با ورود استعمار شهرک نشینان در ایالات متحده آغاز شد. فیلسوف پوتاواتومی، کایل پاویس وایت، و مورخ بروله سیوکس، نیک استس، توضیح می‌دهند که مردم بومی قبلاً در یک آخرالزمان محیطی زندگی کرده‌اند: ظهور استعمار. زوئی تاد جغرافیدان متیس و هدر دیویس آکادمیک نیز استدلال کرده‌اند که استعمار شهرک نشینان «مسئول بحران زیست‌محیطی معاصر» است. به این ترتیب، نشان داده شده‌است که تغییرات آب و هوایی علیه بومیان آمریکا به سلاح تبدیل شده‌است، زیرا پدرانی مانند توماس جفرسون و بنجامین فرانکلین جنگل‌های آمریکا را جنگل زدند و از هوای گرم‌تر استقبال کردند که فکر می‌کردند مردم بومی را جابجا می‌کند و ایالات متحده را غنی می‌کند؛ بنابراین، «ایالات متحده از بدو تولد، نقش کلیدی در ایجاد تغییرات فاجعه بار محیطی ایفا کرد». وایت توضیح می‌دهد که «تغییر آب و هوای انسانی (ناشی از انسان) تشدید تغییرات محیطی است که توسط استعمار بر مردم بومی تحمیل شده‌است.» محقق Anishinaabe، Leanne Betasamosake Simpson نیز استدلال کرده‌است که «ما باید به تغییر آب و هوا به عنوان بخشی از یک سری طولانی‌تر از فجایع زیست‌محیطی ناشی از استعمار و جامعه مبتنی بر انباشت فکر کنیم.»
قانون حذف هند در سال ۱۸۳۰ و دنباله اشک‌ها نیز ممکن است نمونه‌های اولیه نژادپرستی زیست‌محیطی در ایالات متحده در نظر گرفته شوند. در نتیجه اولی، تا سال ۱۸۵۰، تمام قبایل شرق می‌سی‌سی‌پی به سرزمین‌های غربی منتقل شدند و اساساً آنها را به «سرزمین‌هایی که برای جلب توجه مهاجران و شرکت‌ها بسیار خشک، دورافتاده یا بایر بودند» محدود کردند. در طول جنگ جهانی دوم، تأسیسات نظامی اغلب در مجاورت رزروها قرار داشتند، که منجر به وضعیتی شد که در آن «تعداد نامتناسبی از خطرناک‌ترین تأسیسات نظامی در نزدیکی سرزمین‌های بومی آمریکا قرار دارند». مطالعه‌ای که تقریباً ۳۱۰۰ شهرستان در قاره ایالات متحده را تجزیه و تحلیل کرد، نشان داد که سرزمین‌های بومی آمریکا با تعداد مکان‌هایی که دارای مهمات منفجر نشده بسیار خطرناک تلقی می‌شوند، ارتباط مثبتی دارد. این مطالعه همچنین نشان داد که کد ارزیابی ریسک (RAC) که برای اندازه‌گیری خطرپذیری سایت‌های دارای مهمات منفجر نشده استفاده می‌شود، گاهی اوقات می‌تواند مخفی کند که این سایت‌ها چقدر برای بومیان آمریکا تهدید هستند. احتمال خطر یا احتمال اینکه یک خطر به مردم یا اکوسیستم‌ها آسیب برساند، به نزدیکی ساختمان‌های عمومی مانند مدارس و بیمارستان‌ها حساس است. این پارامترها از عناصر زندگی قبیله ای مانند مصرف معیشتی، استفاده تشریفاتی از گیاهان و جانوران و تراکم کم جمعیت غافل می‌شوند. از آنجایی که این عوامل منحصربه‌فرد قبیله‌ای در نظر گرفته نمی‌شوند، سرزمین‌های بومی آمریکا اغلب می‌توانند امتیازات کم خطری را دریافت کنند، علی‌رغم اینکه شیوه زندگی آن‌ها تهدید می‌شود. هنگام در نظر گرفتن افراد یا اکوسیستم‌هایی که ممکن است آسیب ببینند، احتمال خطر، بومیان آمریکا را در نظر نمی‌گیرد. مکان‌یابی تأسیسات نظامی در کنار رزروها منجر به وضعیتی می‌شود که در آن «تعداد نامتناسبی از خطرناک‌ترین تأسیسات نظامی در نزدیکی سرزمین‌های بومی آمریکا قرار دارند».
اخیراً، زمین‌های بومی آمریکا برای دفع زباله و تخلیه غیرقانونی توسط ایالات متحده و شرکت‌های چند ملیتی مورد استفاده قرار گرفته‌است. دادگاه بین‌المللی مردم بومی و ملل تحت ستم، در سال ۱۹۹۲ برای بررسی تاریخچه فعالیت‌های جنایتکارانه علیه گروه‌های بومی در ایالات متحده تشکیل شد، و لایحه ای مهم را منتشر کرد که در آن شکایات مردم بومی با ایالات متحده را تشریح کرد. این شامل ادعاهایی بود مبنی بر اینکه ایالات متحده «عمداً و به‌طور سیستماتیک اجازه، کمک، و تشویق، درخواست و توطئه برای ارتکاب تخلیه، حمل و نقل و مکان‌یابی مواد زائد هسته ای، سمی، پزشکی و غیره خطرناک در سرزمین‌های بومی آمریکا در آمریکای شمالی را داده‌است؛ بنابراین خطری آشکار و فعلی برای سلامتی، ایمنی، و رفاه جسمی و روانی مردم بومیان آمریکا ایجاد کرد."
یکی از مسائل جاری برای فعالان بومی آمریکا خط لوله دسترسی داکوتا است. پیشنهاد شده بود که این خط لوله از داکوتای شمالی شروع و به ایلینوی سفر کند. اگرچه این خط لوله مستقیماً از یک منطقه رزرو عبور نمی‌کند، اما این خط لوله تحت نظارت است زیرا از زیر بخشی از رودخانه میسوری می‌گذرد که منبع اصلی آب آشامیدنی برای قبیله Standing Rock Sioux است. خطوط لوله شکسته می‌شوند و اداره ایمنی خطوط لوله و مواد خطرناک (PHMSA) بیش از ۳۳۰۰ حادثه نشت و پارگی برای خطوط لوله نفت و گاز از سال ۲۰۱۰ گزارش کرده‌است. این خط لوله همچنین از یک محل دفن مقدس برای Standing Rock Sioux عبور می‌کند. افسر حفاظت از تاریخ قبیله ای قبیله Standing Rock Sioux نگرانی‌های مربوط به مکان‌های مقدس و مواد باستان‌شناسی را بیان کرد. این نگرانی‌ها نادیده گرفته شد. پرزیدنت باراک اوباما مجوز این پروژه را در دسامبر ۲۰۱۶ لغو کرد و دستور مطالعه در مورد تغییر مسیر خط لوله را صادر کرد. رئیس‌جمهور دونالد ترامپ این دستور را لغو کرد و اجازه تکمیل خط لوله را صادر کرد. در سال ۲۰۱۷، قاضی جیمز بواسبرگ از قبیله Standing Rock Sioux جانبداری کرد و دلیل آن را ناتوانی سپاه مهندسین ارتش ایالات متحده در تکمیل یک مطالعه در مورد اثرات زیست‌محیطی نشت نفت در دریاچه Oahe در زمانی که برای اولین بار ساخت و ساز را تأیید کرد، اعلام کرد. یک مطالعه جدید زیست‌محیطی در اکتبر ۲۰۱۸ سفارش و منتشر شد، اما خط لوله همچنان عملیاتی بود. قبیله Standing Rock Sioux این مطالعه را رد کرد و معتقد بود که این مطالعه نمی‌تواند به بسیاری از نگرانی‌های آنها رسیدگی کند. هنوز تلاش‌های دعوی قضایی توسط قبیله Standing Rock Sioux در حال مخالفت با خط لوله دسترسی داکوتا در تلاش برای تعطیلی دائمی آن است.

## اقیانوسیه

### استرالیا
عدالت محیطی استرالیا (AEJ) یک سازمان چند رشته‌ای است که از نزدیک با دوستان زمین استرالیا (FoEA) همکاری می‌کند. AEJ بر ثبت و رفع اثرات بی عدالتی زیست‌محیطی در سراسر استرالیا تمرکز دارد. AEJ به مسائلی از جمله «تولید و انتشار زباله‌های سمی، آلودگی آب، خاک و هوا، فرسایش و آسیب‌های زیست‌محیطی مناظر، سیستم‌های آبی، گیاهان و حیوانات» پرداخته‌است. این پروژه به دنبال بی‌عدالتی‌های زیست‌محیطی است که به‌طور نامتناسبی بر گروهی از مردم تأثیر می‌گذارد یا به گونه‌ای که آنها با آن موافقت نکرده‌اند تأثیر می‌گذارد.
پالایشگاه نفت غربی در سال ۱۹۵۴ در بلوو، استرالیای غربی شروع به کار کرد. دولت استرالیا اجازه فعالیت در Bellevue را به منظور پالایش نفت ارزان و محلی داده بود. در دهه‌های بعد، بسیاری از ساکنان Bellevue ادعا کردند که به دلیل استنشاق مواد شیمیایی سمی و بخارات تهوع‌آور احساس سوزش تنفسی می‌کنند. لی بل از دانشگاه کرتین و ماریان لوید اسمیت از شبکه ملی سمی در استرالیا در مقاله خود با عنوان "اختلافات سمی و ظهور عدالت زیست محیطی در استرالیاً بیان کردند که "ساکنانی که در نزدیکی سایت زندگی می‌کنند آلودگی شیمیایی را در آب‌های زیرزمینی کشف کردند. در حیاط پشتی آنها ظاهر می‌شوند». تحت فشار شدید غیرنظامیان، پالایشگاه نفت غربی (که اکنون Omex نام دارد) پالایش نفت را در سال ۱۹۷۹ متوقف کرد. سال‌ها بعد، شهروندان بلیو گروه اقدام Bellevue (BAG) را تشکیل دادند و از دولت خواستند تا برای اصلاح این سایت کمک کند. دولت موافقت کرد و ۶٫۹ میلیون دلار برای پاکسازی سایت اختصاص یافت. بازسازی سایت در آوریل ۲۰۰۰ آغاز شد.

## میکرونزی

### پاپوآ گینه نو

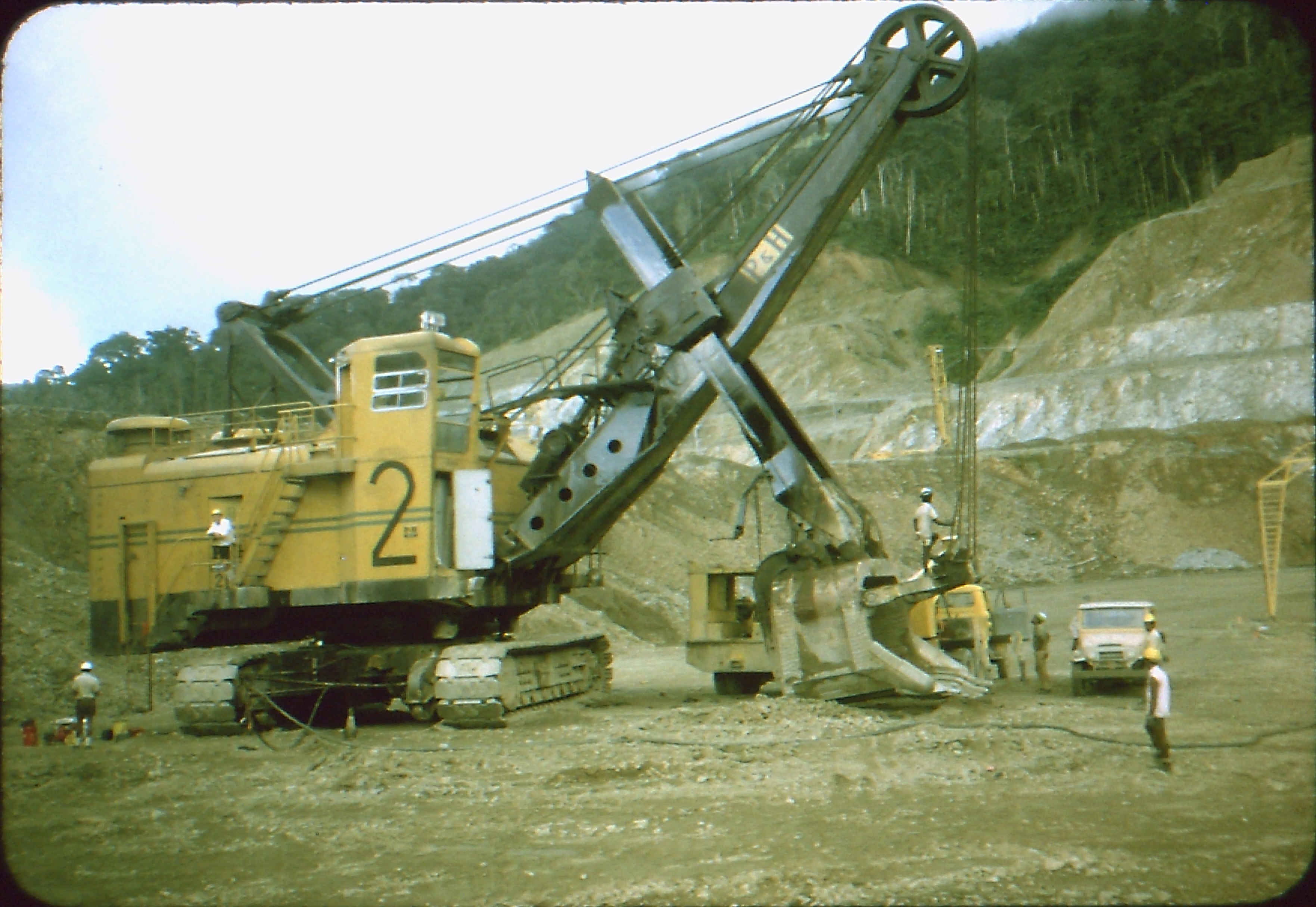
معدن مس پانگونا در حال ساخت، ۱۹۷۱

معدن پانگونا در پاپوآ گینه نو که تولید خود را در سال ۱۹۷۲ آغاز کرد، منبع نژادپرستی زیست‌محیطی بوده‌است. اگرچه از سال ۱۹۸۹ به دلیل درگیری در این جزیره بسته شده‌است، مردم بومی (بوگنویل) از ایجاد این معدن هم از نظر اقتصادی و هم از نظر زیست‌محیطی آسیب دیده‌اند. ترنس وسلی اسمیت و یوجین اوگان، به ترتیب از دانشگاه هاوایی و دانشگاه مینه‌سوتا، اظهار داشتند که بوگنویل‌ها «از ابتدا به شدت آسیب دیده بودند و هیچ مذاکره مجدد بعدی نتوانست وضعیت را اصلاح کند». این مردم بومی با مسائلی مانند از دست دادن زمینی که می‌توانست برای فعالیت‌های کشاورزی روستاهای داپرا و مورونی مورد استفاده قرار گیرد، پرداخت کم‌ارزش برای زمین، جابه‌جایی نامناسب مسکن برای روستاییان آواره و تخریب قابل‌توجه زیست‌محیطی در مناطق اطراف، مواجه بودند.

#### آند
برون‌گرایی، یا فرایند حذف منابع طبیعی و خام توسط انسان از زمین برای استفاده در تولید محصول، می‌تواند پیامدهای زیست‌محیطی و اجتماعی مضری داشته باشد. تحقیقات تجزیه و تحلیل درگیری‌های زیست‌محیطی در چهار کشور آند (کلمبیا، اکوادور، پرو و بولیوی) نشان داد که درگیری‌ها به‌طور نامتناسبی بر جمعیت‌های بومی و آنهایی که نژاد آفریقایی و دهقانان دارند تأثیر می‌گذارد. این درگیری‌ها می‌تواند در نتیجه تغییر الگوهای اقتصادی، سیاست‌های کاربری زمین و شیوه‌های اجتماعی ناشی از صنایع استخراج‌گرا به وجود آید.

## شیلی
از اواخر قرن پانزدهم، زمانی که کاوشگران اروپایی سفر به دنیای جدید را آغاز کردند، خشونت و ظلم و ستم بر جمعیت‌های بومی تا به امروز اثرات ماندگاری داشته‌است. ریشه درگیری زمینی ماپوچه و شیلی به چندین قرن پیش بازمی‌گردد. هنگامی که اسپانیایی‌ها برای فتح بخش‌هایی از آمریکای جنوبی رفتند، ماپوچه‌ها یکی از تنها گروه‌های بومی بودند که با موفقیت در برابر سلطه اسپانیا مقاومت کردند و حاکمیت خود را حفظ کردند. با حرکت رو به جلو، روابط بین ماپوچه و دولت شیلی به حالت خباثت و کینه تنزل یافت. شیلی در سال ۱۸۱۸ استقلال خود را از اسپانیا به دست آورد و با تمایل ماپوچه‌ها به کشور شیلی، شروع به تدوین قوانین مضری کرد که ماپوچه‌ها را هدف قرار می‌داد. ماپوچه‌ها اقتصاد خود را چه از نظر تاریخی و چه در حال حاضر بر کشاورزی بنا نهاده‌اند. در اواسط قرن نوزدهم، دولت به تصرف کامل زمین‌های ماپوچه‌ها متوسل شد و تمام زمین‌های خطی ماپوچه به جز ۵ درصد را به زور تصاحب کرد. اقتصاد کشاورزی بدون زمین اساساً به این معنی بود که ماپوچه‌ها دیگر ابزار تولید و امرار معاش خود را نداشتند. در حالی که برخی از زمین‌ها از آن زمان به ماپوچه‌ها بازگردانده شده‌است، هنوز کسری از آنچه زمانی ماپوچه‌ها در اختیار داشتند است. علاوه بر این، از آنجایی که دولت شیلی تلاش کرده‌است روابط خود را با جامعه ماپوچه بازسازی کند، ارتباط بین این دو هنوز به دلیل میراث تاریخ فوق‌الذکر تیره است.

## اکوادور

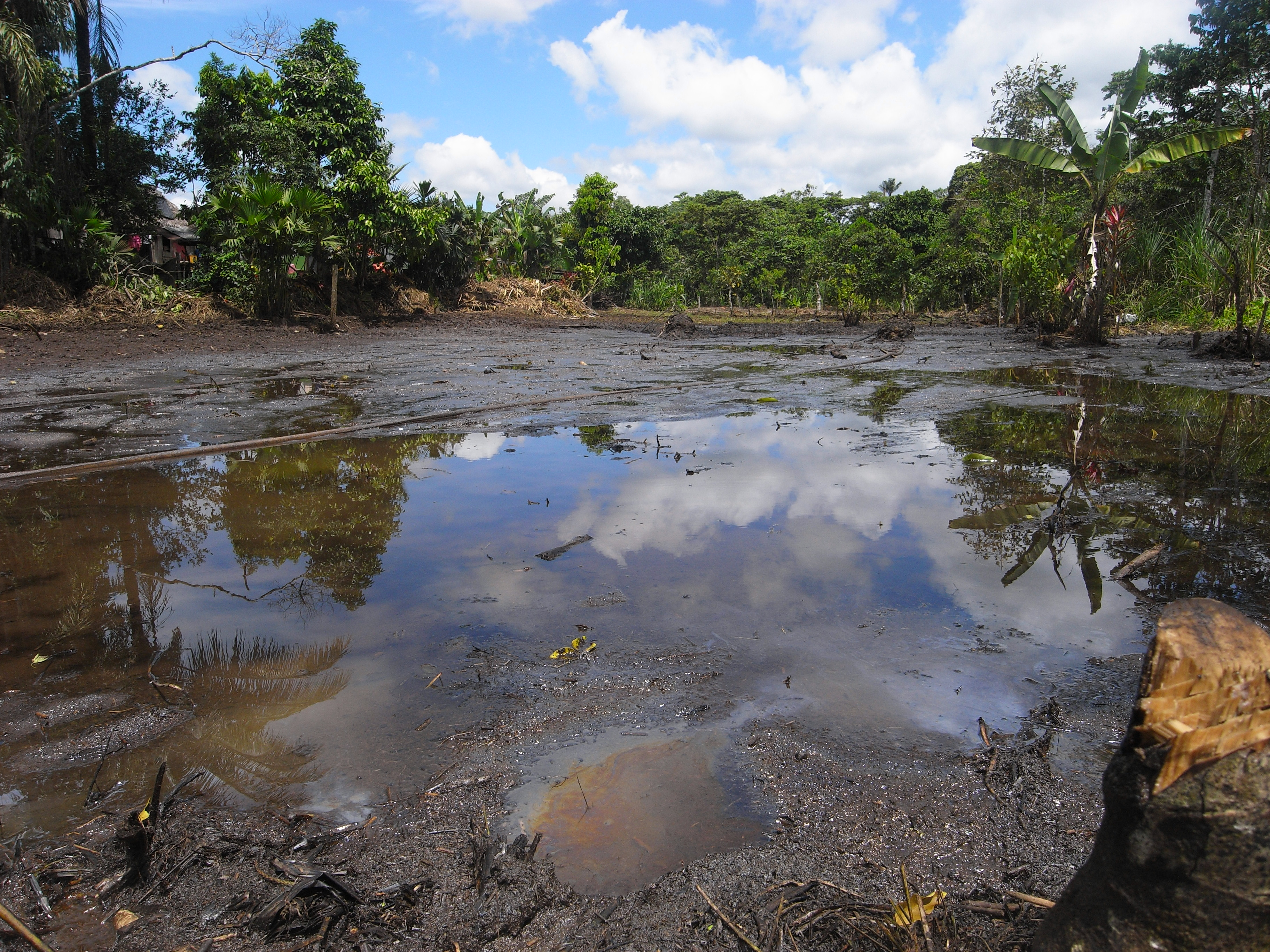
پیامدهای میدان نفتی لاگو آگریو

کشورهای نوظهور مانند اکوادور به دلیل فقدان قوانین زیست‌محیطی، در معرض آلودگی‌های زیست‌محیطی قرار گرفته‌اند که گاهی باعث مشکلات بهداشتی، از دست دادن کشاورزی و فقر می‌شود. در سال ۱۹۹۳، ۳۰۰۰۰ اکوادوری که شامل بومیان کوفان، سیونا، هوآئورانی و کیچوا می‌شدند، علیه شرکت نفت Texaco به دلیل خسارات زیست‌محیطی ناشی از فعالیت‌های استخراج نفت در میدان نفتی لاگو آگریو شکایت کردند. پس از واگذاری کنترل میادین نفتی به یک شرکت نفتی اکوادور، تکساکو زباله‌های خطرناک خود را به درستی دفع نکرد و باعث آسیب‌های زیادی به اکوسیستم و فلج شدن جوامع شد. علاوه بر این، کارشناسان سازمان ملل گفته‌اند که آفریقایی-اکوادوری‌ها و سایر افراد آفریقایی‌تبار در اکوادور با چالش‌های بزرگ‌تری نسبت به سایر گروه‌ها در دسترسی به آب پاک مواجه شده‌اند، با حداقل واکنش دولت.

## هائیتی
میراث نژادپرستی در هائیتی وجود دارد و بر نحوه نگاه کردن به غذای کشت شده توسط دهقانان داخلی در مقایسه با غذاهای خارجی تأثیر می‌گذارد. سلسله‌مراتب کدگذاری‌شده نژادی با غذاهایی مرتبط است که منشأ متفاوتی دارند - پاسخ‌دهندگان نظرسنجی گزارش کردند که غذاهایی مانند ارزن و محصولات ریشه با مفاهیم منفی همراه هستند، در حالی که غذاهای خارجی مانند دانه‌های ذرت و اسپاگتی با مفاهیم مثبت مرتبط هستند. این اتکا به واردات بر محصولات داخلی نشان می‌دهد که نژادپرستی چگونه با گرایش‌های تجاری مرتبط است - اتکا به واردات می‌تواند هزینه‌ها، انتشار سوخت‌های فسیلی و نابرابری اجتماعی بیشتر را افزایش دهد زیرا کشاورزان محلی تجارت خود را از دست می‌دهند.